# Histoire de la régence d'Alger

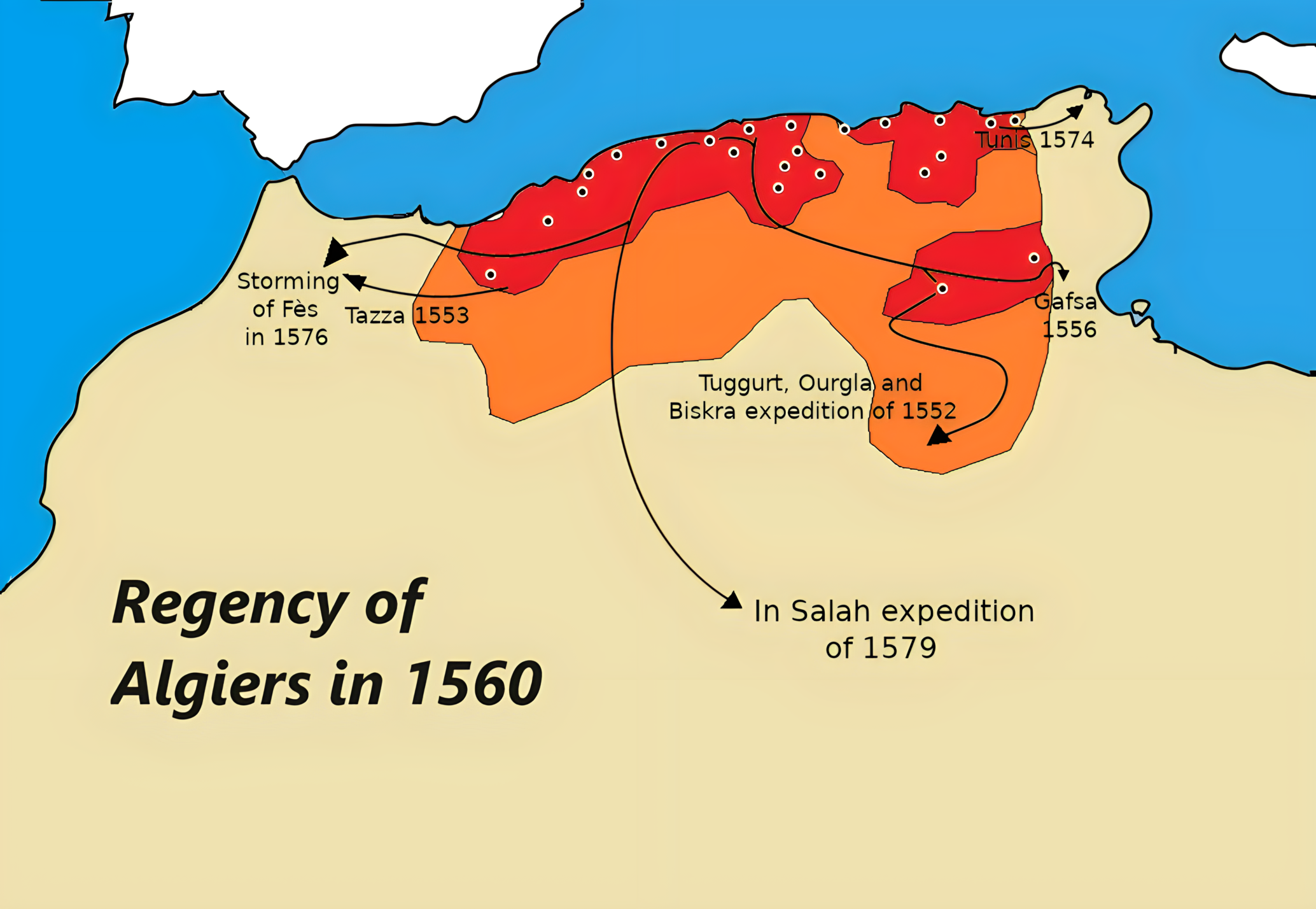
Carte de la régence d'Alger vers 1560

La régence d’Alger fut fondée en 1516 et exista en tant qu’État tributaire largement indépendant de l’Empire ottoman jusqu’à l’invasion française de 1830. Fondée par les frères corsaires Arudj et Khayr ad-Din Barberousse, la Régence servit de base importante pour les corsaires barbaresques et s’impliqua dans de nombreux conflits armés contre les puissances européennes.
Les gouverneurs nommés par les Ottomans agissaient initialement comme régents de l’Odjak d’Alger, un gouvernement militaire contrôlé par une élite militaire étrangère autonome. Les régents étaient d’abord choisis parmi les corsaires, qui cherchaient à étendre la Régence en combattant la présence des Habsbourg d’Espagne en Afrique du Nord et en soumettant les émirs locaux. Au milieu du XVIIe siècle, les régents devinrent des dirigeants militaires élus par les membres du corps des janissaires.
L’État finançait son fonctionnement grâce à la course et au commerce des esclaves. Les corsaires algériens menaient une guerre sainte contre les puissances chrétiennes d’Europe, capturant des navires marchands européens et pillant les régions côtières de la Méditerranée et de l’Atlantique, accumulant ainsi d’importantes richesses. Alger affirma également sa domination sur les États voisins du Maghreb en leur imposant des tributs et en délimitant les frontières avec la Tunisie et le Maroc.
Pendant plus de trois siècles, les marines de l’Empire espagnol, du royaume de France, de l’Empire britannique, des Provinces-Unies, puis des États-Unis combattirent les États barbaresques jusqu’au début du XIXe siècle, période à laquelle elles infligèrent de lourdes défaites à Alger. Les revenus de l’État diminuèrent en raison de mauvaises récoltes de blé, d’intrigues politiques et de mutineries des janissaires, aggravées par la réduction des prises issues de la course après la signature de divers traités. Les tentatives de compenser ces pertes par une hausse des impôts provoquèrent des troubles internes ; des révoltes violentes éclatèrent, menées par des confréries maraboutiques telles que les Derkaouiyya et les Tijaniyya. La France profita de cette situation intérieure pour conquérir l’Algérie en 1830, instaurant une domination coloniale qui dura jusqu’en 1962.

## Établissement de la Régence (1516–1533)

### Expansion espagnole au Maghreb

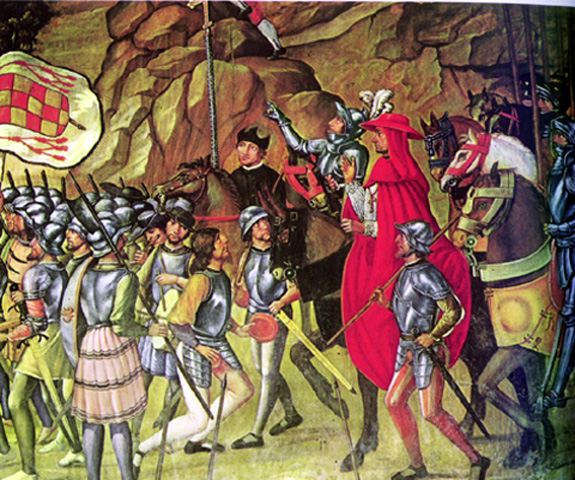
Le cardinal Cisneros lors de la prise d'Oran en 1509.

L’Empire espagnol, se sentant menacé par ses exilés en Afrique du Nord, conquit des ports côtiers du Maghreb après la chute de l’émirat de Grenade en 1492, et y établit des places fortes défensives qu’il appelait presidios. Melilla tomba, suivie du Peñón de Vélez de la Gomera, alors que le sultanat mérinide sombrait dans l’anarchie. Sur la côte algérienne, Mers El Kébir tomba en 1505, et Oran fut conquise en 1509. Oran était alors le port le plus important, directement relié à Tlemcen, capitale du royaume de Tlemcen. Après la conquête espagnole de Tripoli en 1510, la dynastie hafside de Tunis jugea qu’elle n’avait pas les moyens de résister aux Espagnols, car elle ne contrôlait son État que nominalement, tandis que le cœur du territoire tunisien était de fait indépendant. Les Espagnols avaient pris le contrôle des routes commerciales caravanières passant par Béjaïa, Alger, Oran et Tlemcen depuis Tripoli, le Soudan occidental, et Tunis à l’est, ainsi que Ceuta et Melilla à l’ouest. Le contrôle de ce commerce d’or et d’esclaves alimentait le trésor espagnol.
L’anarchie croissante entraîna une fragmentation politique au Maghreb, qui perdit son statut d’intermédiaire entre l’Europe et l’Afrique, notamment pour l’or. Le désert et les ports devinrent inaccessibles, aggravant la stagnation économique et la perte de richesse. La faible centralisation fut aggravée par le monopole commercial espagnol et sa classe marchande, ainsi que par la capacité de l’Espagne à percevoir des impôts.

### Les frères Barberousse

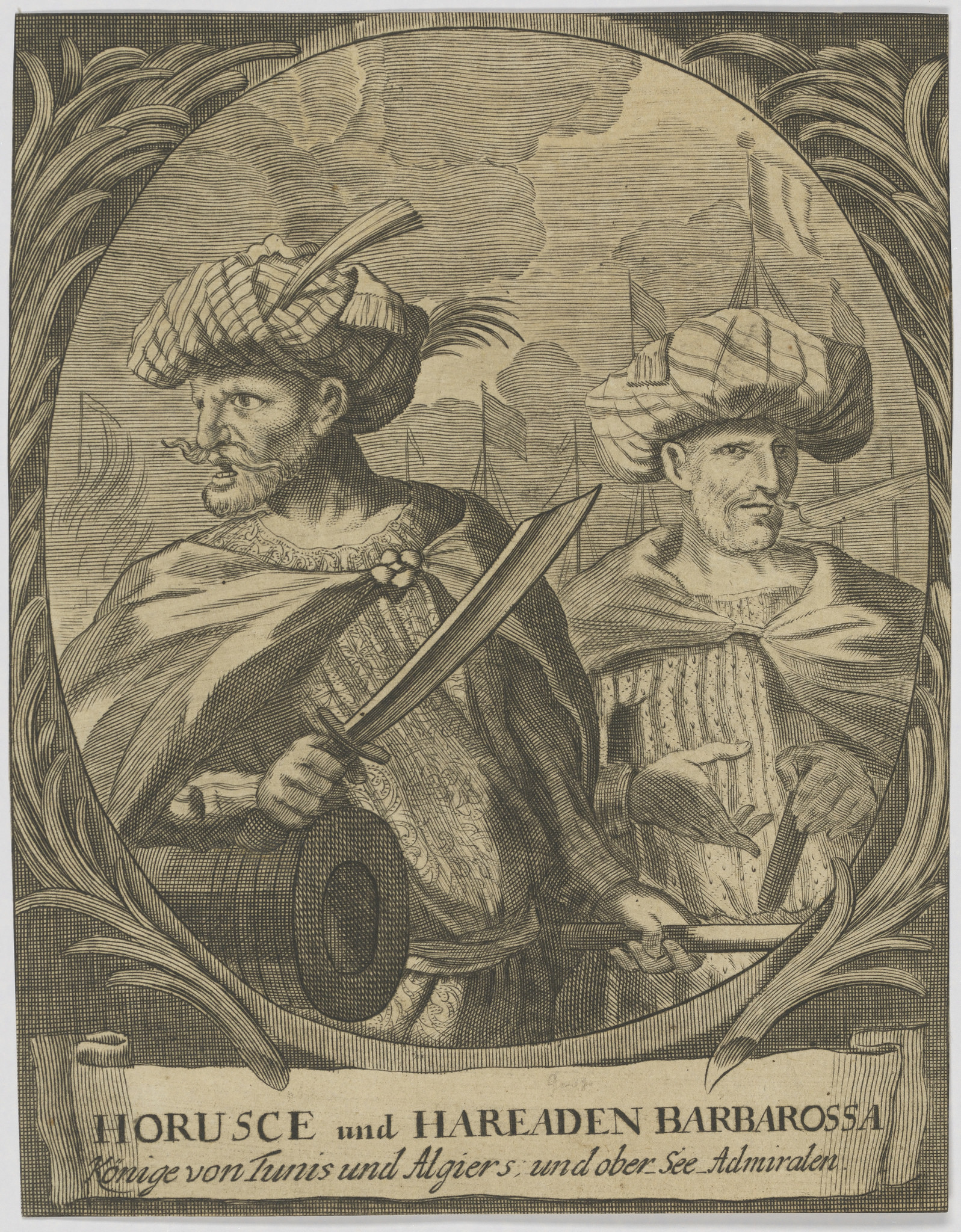
Portrait de Arudj et Khayr ad-Din Barberousse.

Les frères corsaires Arudj et Khayr ad-Din, tous deux connus des Européens sous le nom de Barberousse (« Barbe-Rousse »), étaient des chefs corsaires barbaresques, des politiciens et des guerriers redoutés par les armées chrétiennes de la Méditerranée. Ils remportèrent des victoires contre des navires espagnols en haute mer et au large des côtes de l’Andalousie, et menaient des opérations fructueuses au large des côtes de la Tunisie hafside. Des savants et notables de Béjaïa firent appel à eux pour chasser les Espagnols. Leur tentative échoua : Aruj fut blessé en essayant de prendre la ville d’assaut et dut être amputé d’un bras. Il comprit que la position de ses forces dans la vallée de La Goulette entravait leurs efforts et les déplaça à Jijel, dont les habitants lui avaient demandé de l’aide. Jijel, centre du commerce entre l’Afrique et l’Italie, était occupée depuis 1260 par la république de Gênes. Aruj la conquit en 1514, y établit une base d’opérations et formalisa une alliance avec les Beni Abbès, chefs de la Petite Kabylie,. Au printemps de l’année suivante, Aruj attaqua Béjaïa avec une force plus importante, mais se retira quand ses munitions furent épuisées et que l’émir de Tunis refusa de l’approvisionner. Néanmoins, Aruj captura des centaines de prisonniers espagnols.

### Les nouveaux maîtres d'Alger

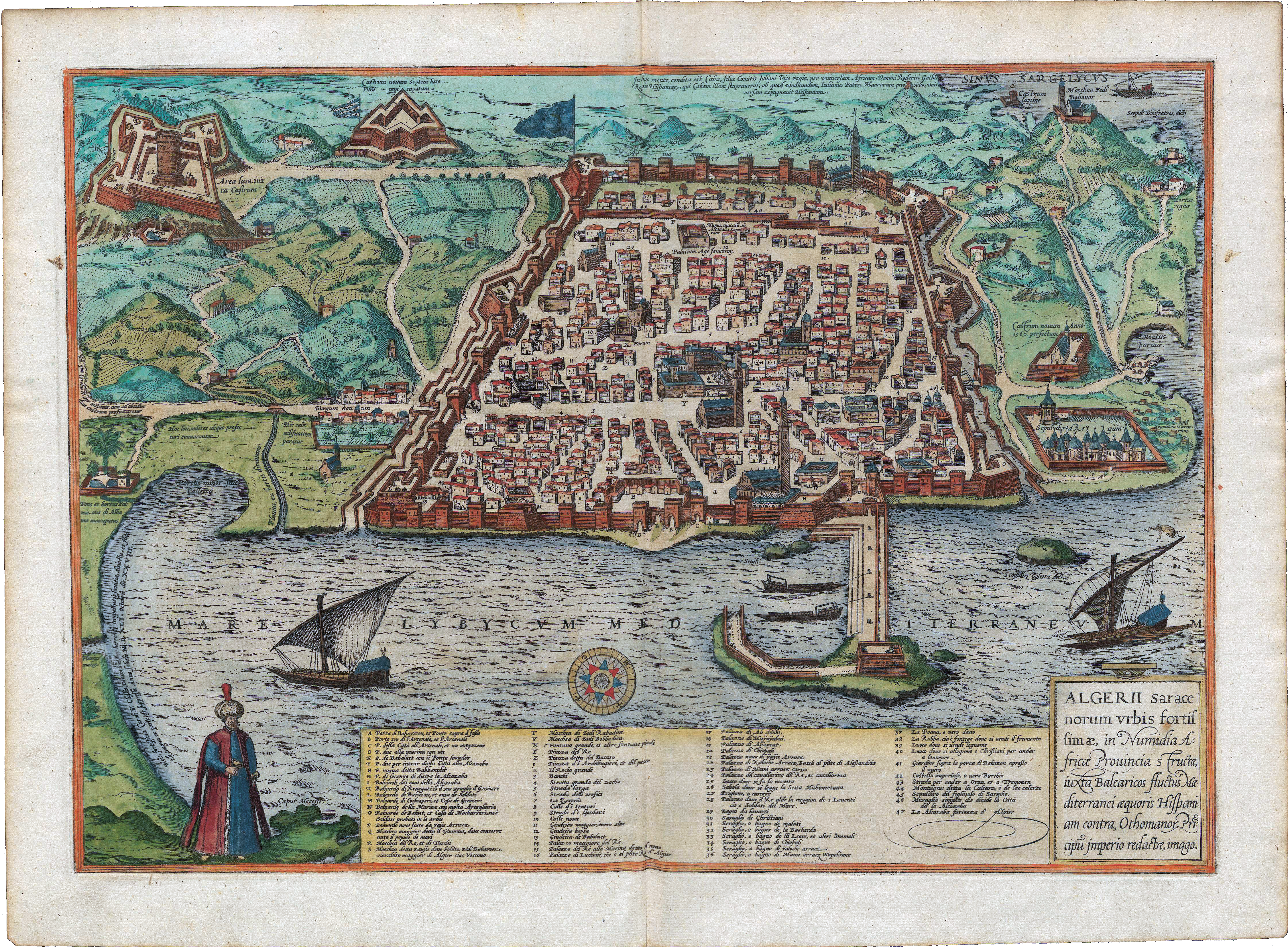
Vue d’Alger en 1576, dans le célèbre atlas urbain du XVIe siècle,Civitates orbis terrarum (Les cités du monde), compilé par le cartographe Georg Braun et illustré par Franz Hogenberg.

Pedro Navarro et le cardinal Francisco Jiménez de Cisneros menèrent la prise de Béjaïa (1510) en 1510, après la conquête d'Oran. Le chef d'Alger, prince Salim at-Toumi, cheikh des Thaâliba, reconnut le roi catholique Ferdinand II d'Aragon comme son souverain. Il déclara qu'il paierait un tribut annuel, libérerait les prisonniers chrétiens, renoncerait à la piraterie et interdirait aux ennemis de l’Espagne d’entrer dans son port. Pour surveiller les habitants d'Alger et leur fidélité à ces engagements, Navarro s’empara de l'île du Peñon d'Alger, à portée d’artillerie de la ville, et y installa une garnison de 200 hommes dans un fort. Les habitants d’Alger cherchèrent à se libérer de l’emprise espagnole. Profitant de la mort de Ferdinand, qu’ils considérèrent comme une rupture de leur contrat, ils envoyèrent une délégation à Jijel en 1516 pour demander de l’aide à Arudj et à ses hommes.
Arudj s’empara de Cherchell en 1516, où il tua un lieutenant accusé de coopérer avec les Andalous. Il partit ensuite à la tête de 5 000 Kabyles et 800 arquebusiers turcs, tandis que Khayr ad-Din commandait une flotte navale de 16 galères légères. Ils se retrouvèrent à Alger, dont la population célébra leur arrivée et les acclama en héros. Arudj ne parvint pas immédiatement à reprendre le Peñón, et sa présence affaiblit l'autorité d’at-Toumi, qui finit par solliciter l’aide des Espagnols pour le chasser. Arudj tua Salim at-Toumi, se proclama sultan d’Alger, et fit flotter ses bannières vertes, jaunes et rouges au-dessus des forts de la ville,,. Les Espagnols réagirent fin septembre 1516 en envoyant le gouverneur d’Oran, Diego de Vera, pour attaquer Alger avec 8 000 soldats. Arudj laissa les forces de De Vera débarquer avant de passer à l’offensive. Profitant du mauvais temps qui jeta les navires espagnols contre la côte rocheuse, il les pourchassa durant leur retraite. Il fit de nombreuses victimes, par noyade ou au combat, et captura d'autres, remportant une victoire totale. Cette victoire permit à Arudj d’étendre encore son influence dans l’arrière-pays algérien.

#### Campagne de Tlemcen et mort d’Arudj

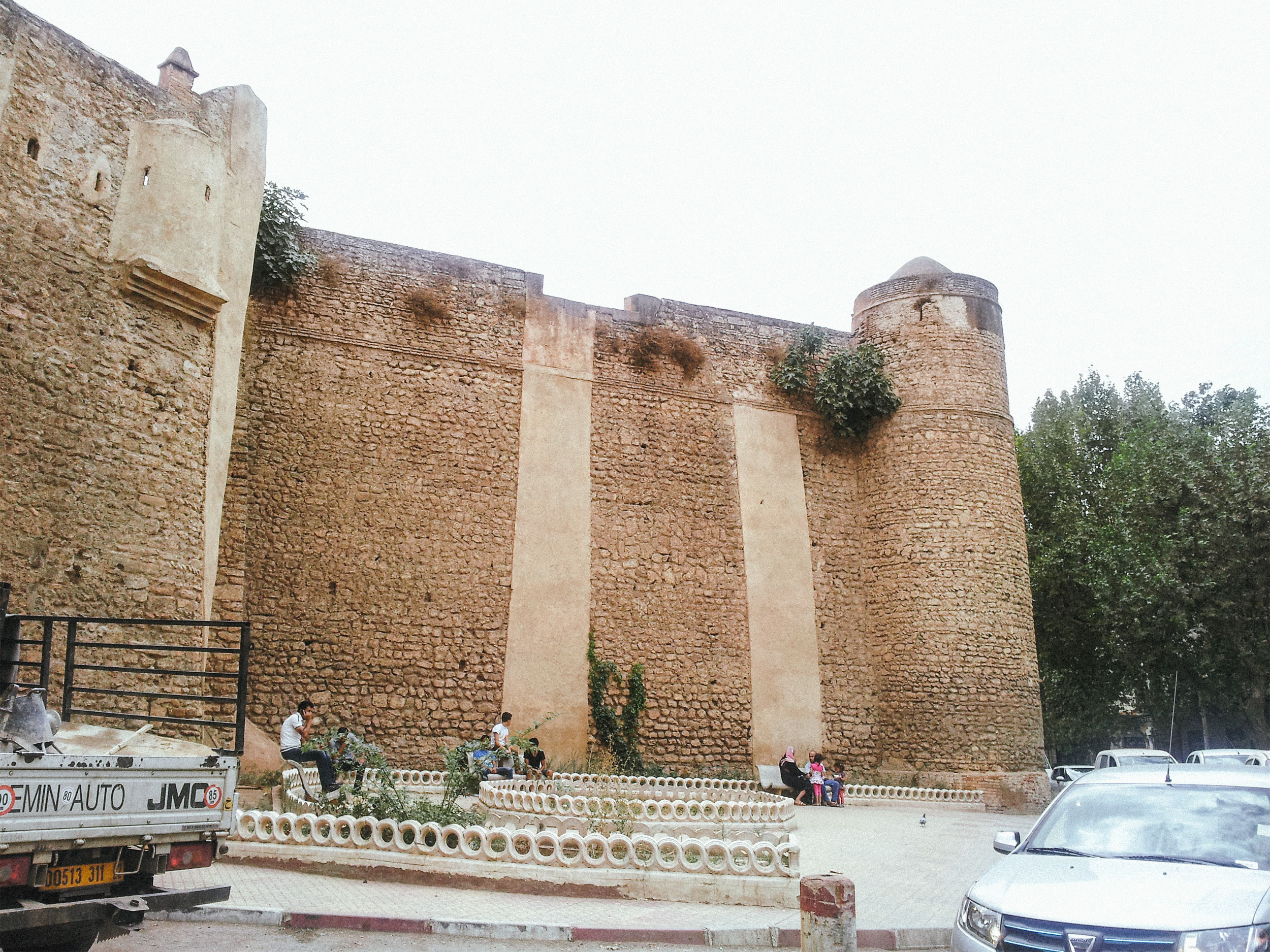
Les remparts de la citadelle du Mechouar.

Après avoir vaincu le vassal espagnol Hamid ben Abid, prince de Ténès, lors de la bataille de Oued Djer en juin 1517, Arudj le fit exécuter, s’empara de sa ville et expulsa les Espagnols qui y étaient stationnés. Il divisa ensuite son royaume en deux parties : une partie orientale, basée à Dellys, confiée à Khayr ad-Din, et une partie occidentale, centrée sur la ville d’Alger, qu’il conserva sous son autorité. Entre-temps, une délégation venue de Tlemcen se présenta pour se plaindre des conditions sur place et solliciter le soutien d’Arudj face aux querelles des princes Zianides pour le trône. Abou Hammou III avait pris le pouvoir à Tlemcen, expulsant et emprisonnant son neveu Abou Zeyan. Arudj nomma Khayr ad-Din régent d’Alger et de ses environs, puis marcha vers Tlemcen, capturant en chemin la forteresse des Béni Rachid. Il y installa une forte garnison dirigée par son frère Ishac. Selon l’historien Yahya Boaziz, Arudj et ses troupes entrèrent à Tlemcen et libérèrent Abou Zeyan, le remirent sur le trône, puis le firent exécuter pour avoir comploté avec les Espagnols contre Arudj. Toutefois, l’historien français Charles-André Julien affirme qu’Arudj prit le pouvoir pour lui-même, en violation de sa promesse de remettre le trône au prétendant zianide. Arudj poursuivit ensuite sa progression vers l’ouest, le long de la rivière Moulouya, afin de soumettre les tribus des Béni Amer et des Béni-Snassen.
Le fils d’at-Toumi s’enfuit à Oran pour avertir les Espagnols de l’expansion du pouvoir corsaire dans le Maghreb central. Les Espagnols s’emparèrent de la forteresse des Béni Rachid et tuèrent Ishac à la fin du mois de janvier 1518. Ils entamèrent alors le siège de Tlemcmoien 1518, qui dura six mois. Arudj résista plusieurs mois avant de se retrancher dans le palais El Mechouar avec 500 soldats ottomans durant plusieurs jours pour se protéger d’une population de plus en plus hostile, qui finit par ouvrir les portes aux Espagnols en mai 1518. Arudj tenta de fuir Tlemcen, mais les Espagnols le poursuivirent et le tuèrent, lui et ses compagnons. Sa tête fut envoyée à Oran, et ses habits furent transmis à l’église Saint-Jérôme de Cordoue en Espagne, où ils furent conservés comme trophées.

### Alger rejoint l’Empire ottoman
Khayr ad-Din fut proclamé sultan d’Alger à la fin de l’année 1519, mais la mort de son frère aîné le laissa dans une situation difficile. Il faisait face à des menaces venant des Espagnols, des Zianides, de la dynastie hafside, ainsi que des tribus du Maghreb central. Il ressentit de plus en plus le besoin d’un soutien militaire et financier ottoman pour conserver son pouvoir et ses possessions autour d’Alger,.
Au début de l’année 1520, une délégation de notables algériens et d’oulémas, conduite par Sinan Reis, arriva à Constantinople. Elle avait pour mission de proposer au sultan ottoman Selim Ier que la ville d’Alger rejoigne l’Empire ottoman, et de lui faire comprendre l’importance stratégique d’Alger en Méditerranée occidentale. Après quelques réticences de la part de la Sublime Porte, Alger devint une possession de l’Empire ottoman sous le règne de Selim Ier durant l’été 1520. La Sublime Porte nomma Khayr ad-Din beylerbey (prince des princes) et le soutint avec 2 000 janissaires.
Comme elle avait rejoint l’Empire ottoman de son plein gré, Alger fut considérée comme un domaine de l’empire plutôt qu’une province administrative de l’Empire ottoman. Le rôle central de la flotte de la Régence dans les guerres maritimes ottomanes fit d’Alger la pointe de la puissance ottomane en Méditerranée occidentale,.

#### Reconquête d’Alger

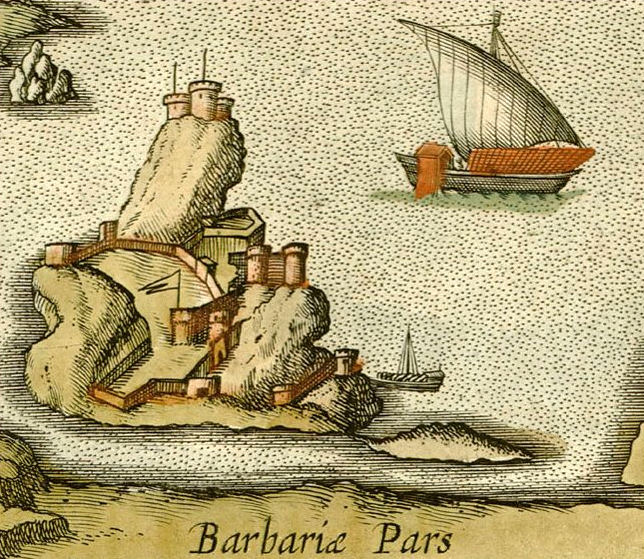
Le Peñon et son îlot dans la baie d'Alger au début du XVIe siècle.

Le sultan de koukou Ahmed Belkadi vainquit Barberousse lors de la bataille des Issers en 1518 avec l’aide des troupes du sultan Hafside Moulay Mohamed, puis s’empara d’Alger en 1520,,. Khayr ad-Din se replia à Jijel en 1521. Ne pouvant compter uniquement sur les recrues andalouses, il profita des divisions sociales au sein du Maghreb pour s’allier avec le royaume kabyle des Beni Abbès, rivaux de Koukou,. Il renforça ainsi ses rangs avec des combattants des tribus locales. Les corsaires de Khayr ad-Din visaient la suprématie au Maghreb central en s’appuyant sur leur ferveur religieuse. Ils prirent Collo en 1521, puis Annaba et Constantine en 1523.
Khayr ad-Din traversa les montagnes de la Kabylie sans encombre pour affronter le sultan de Koukou, Ahmed Belkadi, à Thénia, mais ce dernier fut tué par ses propres soldats avant que la bataille n’ait lieu. Les habitants d’Alger, qui s’étaient plaints de Belkadi, ouvrirent les portes à Khayr ad-Din en 1525,.
Alger restait menacée par les Espagnols, qui contrôlaient encore le port depuis le Peñon. Le commandant espagnol, Don Martin de Vargas, rejeta la demande de reddition de sa garnison de 200 soldats. Khayr ad-Din s’empara du Peñon le 27 mai 1529,. À l’aide de débris du Peñon, de tailleurs de pierre morisques et de captifs chrétiens comme main-d’œuvre, Khayr ad-Din relia les îlots à la côte en construisant une jetée de 220 mètres de longueur, plus de 24 mètres de largeur, et de 4 mètres de haut à partir d’une brise-lames en pierre,. Il agrandit ainsi le port d'Alger, qui devint le quartier général de la flotte corsaire algérienne.

#### Missions de sauvetage des Morisques

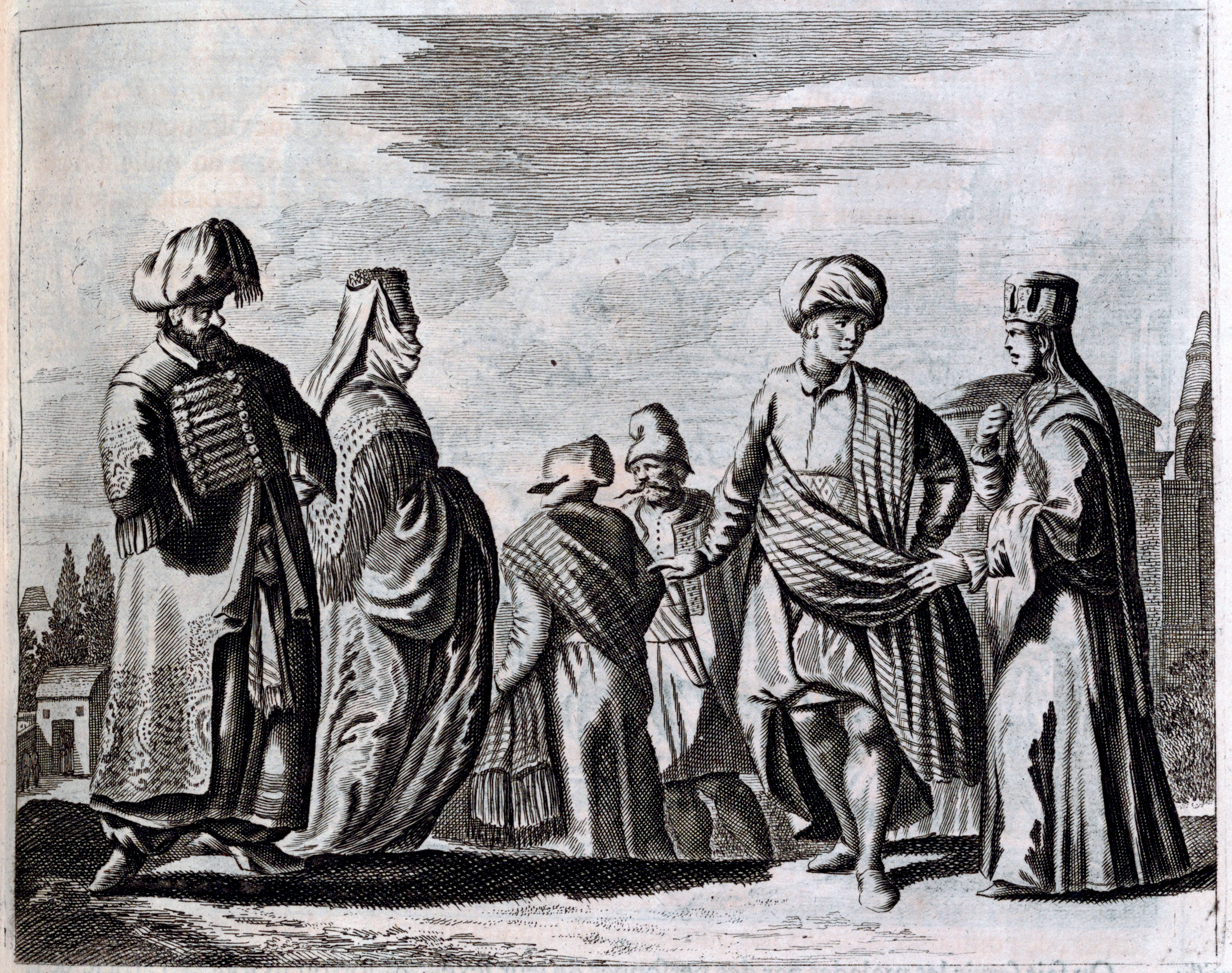
Maures d’Alger, par Jacob van Meurs dans Description de l’Afrique d’Olfert Dapper.

À l’été 1529, Barberousse envoya des navires sous le commandement d’Aydin Reis (en) pour aider les Morisques, musulmans espagnols, à fuir l’Inquisition espagnole. Après avoir attaqué la côte valencienne, capturé des chrétiens et embarqué 200 musulmans à bord de ses navires, il vainquit une escadre espagnole envoyée sous l’amiral Rodrigo de Portuondo lors de la bataille de Formentera, s’emparant de sept navires et de leurs équipages, dont le fils de l’amiral tué, et libérant 1 000 galériens musulmans.
En 1531, Barberousse repoussa avec succès la flotte génoise d’Andrea Doria qui tentait de débarquer à Cherchell, et il transporta environ 70 000 réfugiés sur les côtes d’Alger,,. Faute de navires suffisants, les corsaires faisaient des navettes, déposant les réfugiés plus loin sur la côte sous la garde de soldats avant de retourner en chercher d’autres.
À Alger, les réfugiés morisques s’installèrent sur les hauteurs de la ville, près de la casbah, dans le quartier connu aujourd’hui sous le nom de Tagarin. D’autres s’établirent dans les villes algériennes à l’est et à l’ouest, où ils construisirent, selon Léon l’Africain, « 2 000 maisons ; certains s’installèrent au Maroc et en Tunisie. Les gens du Maghreb apprirent beaucoup de leurs métiers, les imitèrent dans leur luxe, et se réjouirent de leur présence. ».

### Les successeurs de Khayr ad-Din (1534–1580)

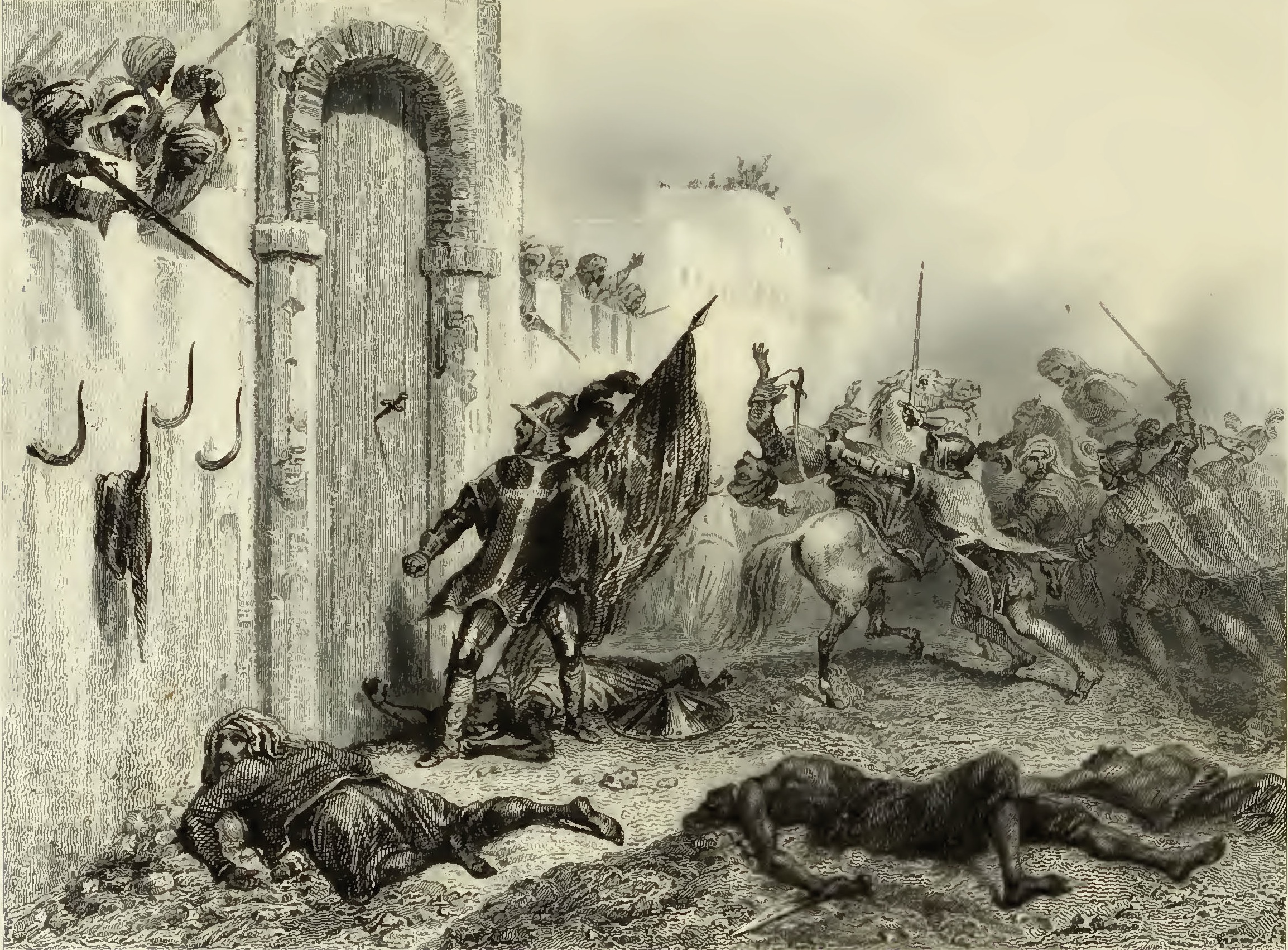
Les chevaliers de Malte attaquent la porte Bab Azzoun d'Alger en 1541, extrait de L'Algérie ancienne et moderne de Léon Galibert, Paris, 1844 et illustré par Raffet et les frères Rouargue.

Barberousse attaqua les côtes de l’Espagne et de l’Italie, capturant des milliers de prisonniers à Sack of Mahón et à Naples. Il captura la comtesse italienne Giulia Gonzaga, mais celle-ci s’échappa peu après. Le sultan convoqua Barberousse à la Sublime Porte en 1533 pour le nommer Capitan pacha (grand amiral) de la flotte ottomane. Il confia Hassan Agha au poste de son délégué à Alger, puis se rendit à Constantinople. En juin 1535, Charles Quint empereur d’Espagne conquit Tunis, alors contrôlée par Khayr ad-Din. Toutefois, Alger devint la principale place forte des corsaires barbaresques, des pirates musulmans nord-africains engagés dans des raids intensifs contre les côtes de l’Espagne des Habsbourg en Ibérie et en Italie. En octobre 1541, Charles Quint mena une expédition contre Alger, dans le but de mettre fin à la domination des corsaires barbaresques en Méditerranée occidentale. Lorsqu'une tempête éclata, Hernán Cortés se joignit à une flotte impériale d’environ 500 navires, dirigée par Doria, transportant 24 000 soldats et 12 000 marins devant Alger,,. Le 25 octobre, Hassan Agha repoussa les chevaliers de Malte de la ville, alors qu’ils étaient épuisés et à court de poudre, tandis que les vents violents projetaient les navires espagnols contre les rochers. Sous les assauts continus de la cavalerie d’Alger, Charles Quint mena une retraite difficile vers les navires restants à Cap Matifou.
Les pertes espagnoles sont estimées à 8 000 ou 12 000 hommes. Elles comprenaient plus de 150 navires et 200 canons, qui furent récupérés et installés sur les remparts d’Alger. Le marché aux esclaves d’Alger se remplit de 4 000 prisonniers. Hassan Agha reçut le titre de pacha en récompense, puis lança une expédition punitive contre les Kabyles de Koukou, les soumettant en 1542.
Des expéditions successives tentèrent de prendre le contrôle de la ville de Mostaganem. Une première expédition fut lancée en 1543, puis une seconde en 1547, au cours de laquelle Martin Alonso Fernández de Córdoba Montemayor y Velasco fut vaincu en raison d’une mauvaise planification, d’un manque de munitions, et d’un déficit d’expérience et de discipline chez les troupes espagnoles.
Hassan Pacha, fils de Khayr ad-Din, prit le contrôle de Tlemcen en 1551, dans le but de mettre fin aux hésitations d’allégeance de la ville entre Ottomans et Espagnols. Par la suite, la conquête de l’Algérie s’accéléra. En 1552, Salah Raïs, avec l’aide des Béni Abbès, lança la conquête de Touggourt et Ouargla,, les rendant tributaires. Après avoir laissé une garnison ottomane permanente à Biskra, Salah Rais expulsa les Portugais du peñon de Valez et y laissa une garnison.
Le royaume des Beni Abbès conserva son autonomie tout au long du XVIe siècle, repoussant la Régence lors de la première bataille de la Kalaa des Beni Abbès en 1553, puis lors de la Bataille d’Oued-el-Lhâm en 1554, à la suite d’un désaccord avec Salah Rais concernant le partage du butin de la campagne du Sud. Néanmoins, les beylerbeys enrôlèrent de nombreux soldats kabyles. En 1555, Salah Rais expulsa les Espagnols de Bejaïa. Hassan Pacha vainquit les 12 000 hommes du comte d’Alcaudete à Mostaganem trois ans plus tard, mettant fin aux offensives espagnoles en Afrique du Nord. Cela fut suivi d’une tentative ratée de prise d’Oran en 1563, dans laquelle les royaumes kabyles furent fortement impliqués.

#### Guerre contre les Hispano-Marocains

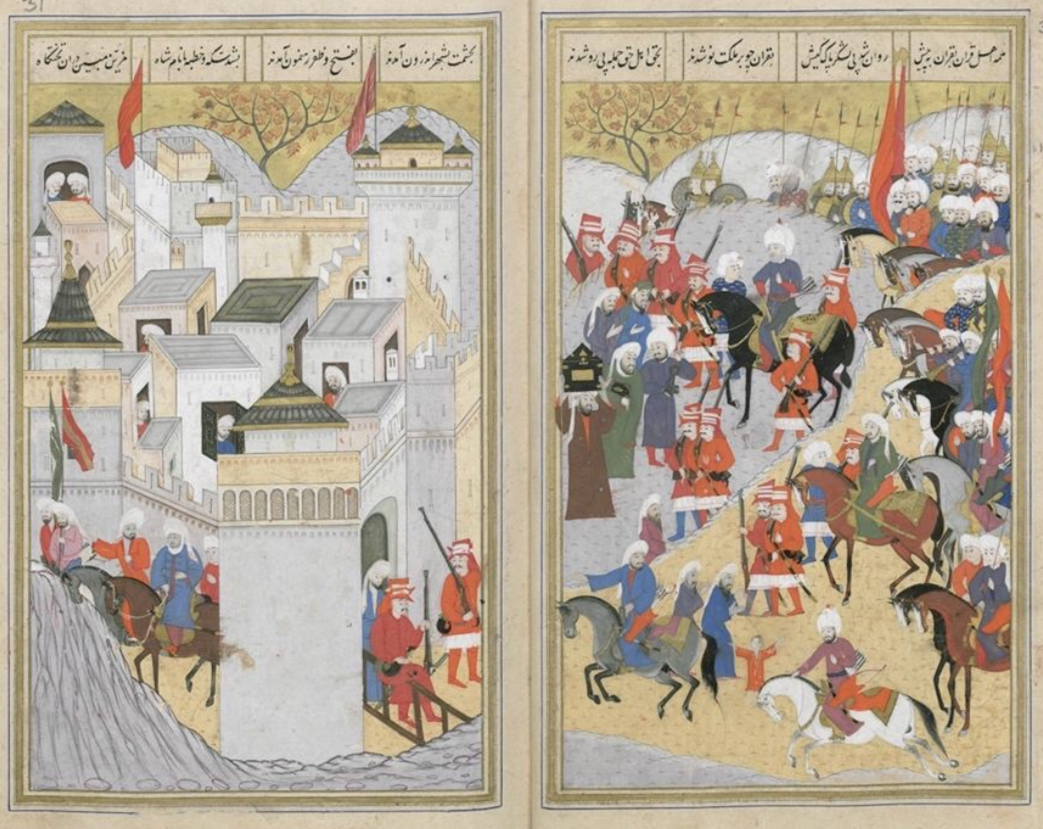
Miniature ottomane représentant la prise de Fès en 1576 sous le commandement de Ramdan Pacha.

La dynastie saadienne du Maroc s'étendit vers l'est, prenant Tlemcen et Mostaganem et atteignant Oued Chelif. Ces incursions en Algérie occidentale entraînèrent la campagne de Tlemcen en 1551, au cours de laquelle Hassan Pacha vainquit les Marocains et consolida le contrôle de la régence sur l’ouest de l’Algérie. S’ensuivirent la bataille de Taza en 1553 et la prise de Fès en 1554, durant lesquelles Salah Raïs vainquit l’armée marocaine et conquit le Maroc jusqu’à Fès, installant Ali Abu Hassun comme souverain vassal du sultan ottoman. Le souverain saadien Mohammed ech-Cheikh conclut une alliance avec l’Espagne, mais ses armées furent de nouveau repoussées de Tlemcen en 1557.
Après l’échec du grand siège de Malte en 1565, le Beylerbey Uluj Ali marcha sur Tunis avec une cavalerie composée de 5 300 Turcs et 6 000 Kabyles. Uluj Ali vainquit le sultan hafside à Béja, puis conquit Tunis en 1569 avec peu de pertes. Il commanda ensuite l’aile gauche de la flotte corsaire lors de la bataille de Lépante contre la Sainte-Ligue chrétienne dirigée par Juan d'Autriche en 1571, et vainquit l’aile droite chrétienne menée par Giovanni Andrea Doria et les chevaliers de Malte, sauvant ce qui restait de la flotte ottomane. Le sultan Selim II récompensa Uluj Ali en lui accordant le titre de Capitaine Pacha. Uluj Ali reconstruisit la flotte ottomane, forte de 200 navires et principalement composée de marins nord-africains, tout en conservant sa position nominale de beylerbey. Les forces chrétiennes sous Juan d’Autriche reprirent Tunis en 1573, laissant 8 000 hommes dans le presidio espagnol de La Goulette. Uluj Ali reconquit Tunis en 1574. Avec la prise de Fès en 1576, Caïd Ramdan, pacha d’Alger, installa Abu Marwan Abd al-Malik sur le trône en tant que souverain vassal ottoman de la dynastie saadienne,.
Durant le règne de Hassan Veneziano, ancien subordonné d’Uluj Ali, pacha de 1582 à 1588, la course algérienne ravagea la Méditerranée, atteignant jusqu’aux îles Canaries. Les pirates algériens dominèrent les eaux de Valence et Catalogne jusqu’à Naples et la Sicile. Vingt-huit navires furent capturés près de Málaga et cinquante près du détroit de Gibraltar en une seule saison estivale. Les raids contre Grenade amenèrent 4 000 esclaves à Alger, dont l’écrivain espagnol Miguel de Cervantes, dont la captivité chez Dragut inspira son roman Don Quichotte.
En 1578, les troupes de Hassan Veneziano s’aventurèrent dans le Sahara jusqu’à Touat à la demande de ses habitants, menacés par des tribus alliées aux Saadiens venues de Tafilalet,. La campagne d'Uluj Ali contre Ahmad al-Mansur fut annulée entre 1580 et 1582; Al-Mansur refusa d’abord fermement de se soumettre au sultan ottoman Mourad III, mais finit par envoyer une ambassade à la Sublime Porte et signa un traité garantissant l’indépendance de facto du Maroc contre un tribut annuel. Néanmoins, Figuig faisait partie de la régence d'Alger dès 1584. Alger atteignit ses frontières stables vers la fin du XVIe siècle, correspondant aux limites territoriales de l’Algérie actuelle, sans le Sahara.

## Âge d’or de la Régence (XVIIe siècle)

### Affaiblissement de la suzeraineté ottomane

Carte de la côte barbaresque en 1667, par le navigateur Richard Blome.

Au XVIe siècle, la France signa des capitulations de l'Empire ottoman, officialisant l'alliance franco-ottomane. En 1547, des droits commerciaux français et de pêche au corail furent établis à Alger. Le comptoir commercial français dans l'est de l'Algérie, connu sous le nom de Bastion de France, fut repris par le français Thomas Lenche. Construit à l’origine pour exporter du corail, il se lança dans le commerce du blé en violation des accords. Les Français le fortifièrent et en firent une base de ravitaillement militaire ainsi qu’un centre d’espionnage. Alger désapprouvait la politique étrangère de Constantinople, qu’elle jugeait trop favorable aux étrangers.
Inquiète de l’influence grandissante des beylerbeys, la Sublime Porte introduisit en 1587 un système par lequel des pachas étaient nommés pour des mandats de trois ans. L’autorité des pachas fut contestée par les deux factions dirigeantes locales : les capitaines corsaires et les janissaires. Dès les années 1570, les corsaires commencèrent à attaquer les navires européens sans tenir compte des alliances conclues par Constantinople, et les janissaires, stationnés à Alger et rémunérés par la ville, commencèrent à ignorer le sultan et à décider des stratégies militaires au sein de leur conseil, le diwân. En violation du traité ottoman avec la France, le gouverneur de la régence d'Alger Khider Pacha, appuyé par les galères de Mourad Rais, attaqua le Bastion de France en 1604. Il s’empara ensuite de 6 000 sequins que le sultan Ahmed Ier avait versés aux marchands français pour compenser les pertes subies lors du raid, sous prétexte qu’ils avaient violé les accords concernant les exportations de blé, le paiement des tributs et la bonne foi dans leurs échanges avec les Maures. Le sultan ordonna alors au nouveau pacha, Mohammed Koucha, de faire étrangler Khider Pacha en 1605.
La Sublime Porte renouvela un traité le 20 mai 1605 qui accordait davantage de privilèges à la France ; la clause 14 de ce traité autorisait les Français à recourir à la force contre Alger en cas de violation de ses termes. L’envoyé du roi Henri IV se rendit à Alger avec un firman de la Porte ordonnant la libération des captifs français et la reconstruction du Bastion. Mohammed Koucha Pacha accepta, mais les janissaires se révoltèrent, emprisonnèrent le pacha et le torturèrent à mort en 1606. Le diwân refusa d’autoriser la reconstruction du Bastion. Il accepta de libérer les captifs français, mais à condition que les musulmans détenus à Marseille soient eux aussi libérés,.

### La course algérienne

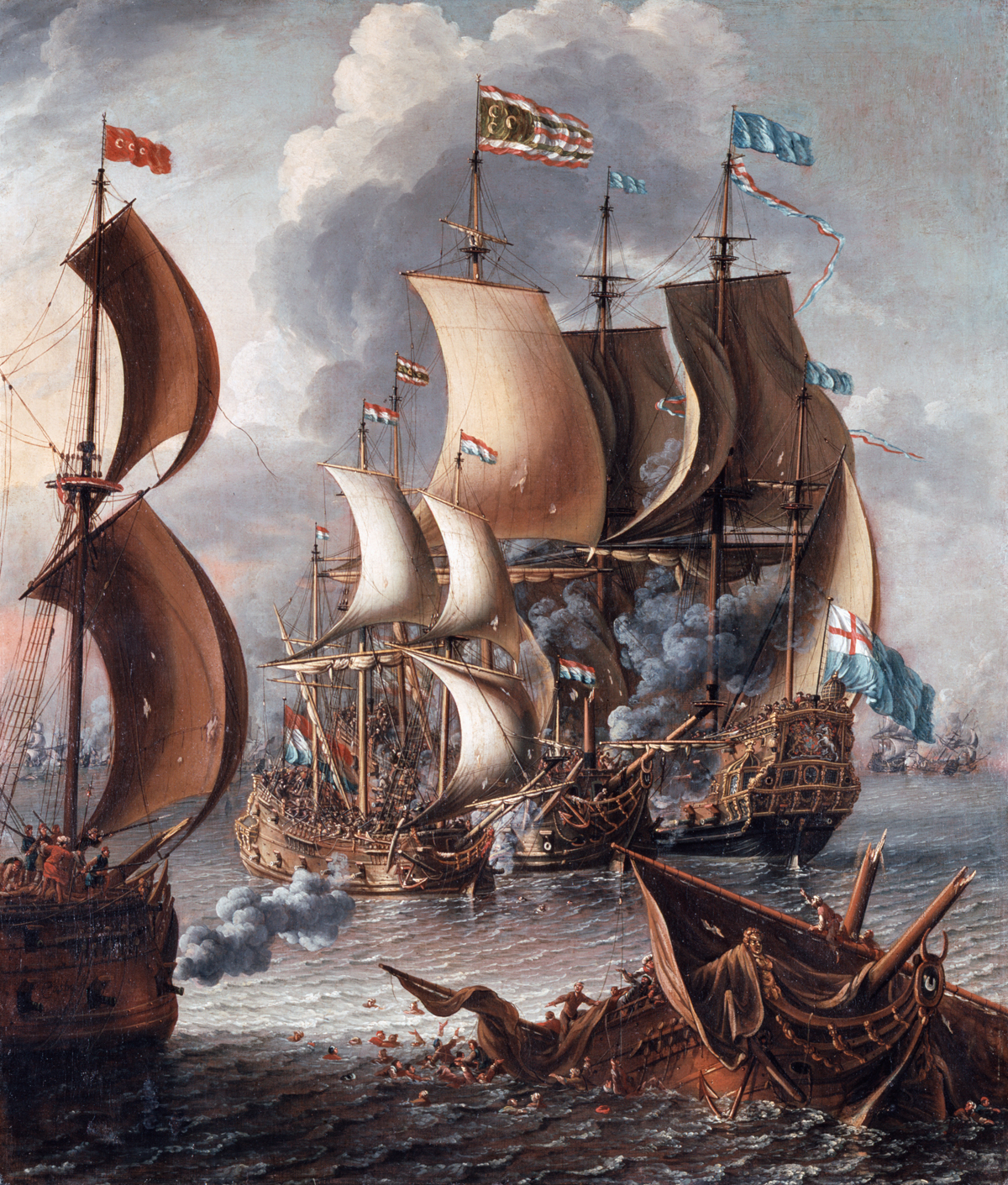
Un combat naval contre les corsaires barbaresques par Laureys a Castro, vers 1681.

De plus en plus indépendante de Constantinople, Alger au XVIIe siècle s'engagea massivement dans la course, une période qui devint connue comme « l'âge d'or des corsaires ». Lors de raids sur la campagne méditerranéenne romaine, ils causèrent des ravages et capturèrent des prisonniers à Civitavecchia. L’expulsion des Morisques par l’Espagne renforça les corsaires avec de nouveaux marins qui affaiblirent l’Espagne en ravageant ses côtes ibériques et italiennes, où des populations furent capturées en masse. Durant la période moderne, on estime que 1 à 1,25 million d’Européens furent capturés par les corsaires barbaresques. Cette activité constituait une partie essentielle de l’économie des États barbaresques. Les captifs étaient employés comme main-d'œuvre forcée dans les villes et les ports : à ramer dans les galères, construire des fortifications ou effectuer des tâches spécialisées. Plus significativement, ils étaient une marchandise précieuse pour la rançon, leur liberté étant rachetée à des prix élevés, dans des devises recherchées. Ce système, appelé « économie de la rançon », était structuré, politiquement motivé et souvent de nature communautaire. Au XVIIe siècle, le principal facteur déterminant le prix de rançon d’un esclave européen était son statut social perçu, qui influençait la probabilité d’une rançon élevée. D’autres éléments entraient aussi en compte.
Le port et la Histoire de la marine d'Alger se développèrent, et la population de la ville atteignit entre 100 000 et 125 000 habitants au XVIIe siècle, grâce à une économie corsaire basée sur l’échange forcé et la protection payée pour sécuriser les équipages, les cargaisons et les navires en mer,. La population maghrébine s’enrichit grâce à la vente des navires et cargaisons saisis, via des marchands de Gênes, Livourne, Amsterdam et Rotterdam, ainsi que par les rançons obtenues pour la libération des prisonniers capturés en haute mer. Les habitants achetaient des produits de luxe européens et orientaux pour leurs maisons et palais,.
Les capitaines corsaires barbaresques, appelés aussi Raïs, étaient représentés par la Taïfa des raïs (littéralement « groupe des capitaines corsaires »), dirigés par un capitaine Raïs (Amiral). Leur activité constituant la principale source de revenu de la Régence, ils devinrent la puissance politico-militaire dominante d’Alger au début du XVIIe siècle. Les corsaires puisèrent leur force dans l’afflux massif de Morisques et de renégats européens convertis à l’islam. L’historien Jean-Baptiste Gramaye dénombra entre 1609 et 1619 : 857 Allemands, 138 Hambourgeois, 300 Anglais, 130 Hollandais et Flamands, 160 Danois, 250 Polonais, Hongrois et Moscovites. Leurs compétences renforcèrent la puissance de la flotte algérienne : les corsaires adoptèrent l’usage des mâts à voiles carrées et des coques effilées, introduites par le renégat hollandais Raïs Dali, et dépendirent de moins en moins des galériens chrétiens. Cela leur permit de naviguer loin dans l’Atlantique, utilisant près de cent navires bien armés à voiles carrées basés à Alger pour asseoir leur puissance. En explorant les routes commerciales vers l’Inde et l’Amérique, les corsaires perturbèrent le commerce des nations ennemies. En 1619, ils ravagèrent Madère ; Mourad Raïs mena un raid sur les côtes de l’Islande en 1627, ramenant 400 captifs. Le raid sur Suðuroy eut lieu en 1629, et en 1631, les corsaires pillèrent Baltimore en Irlande, bloquèrent la Manche et capturèrent des navires en mer du Nord.

#### Raïs Ali Bitchin

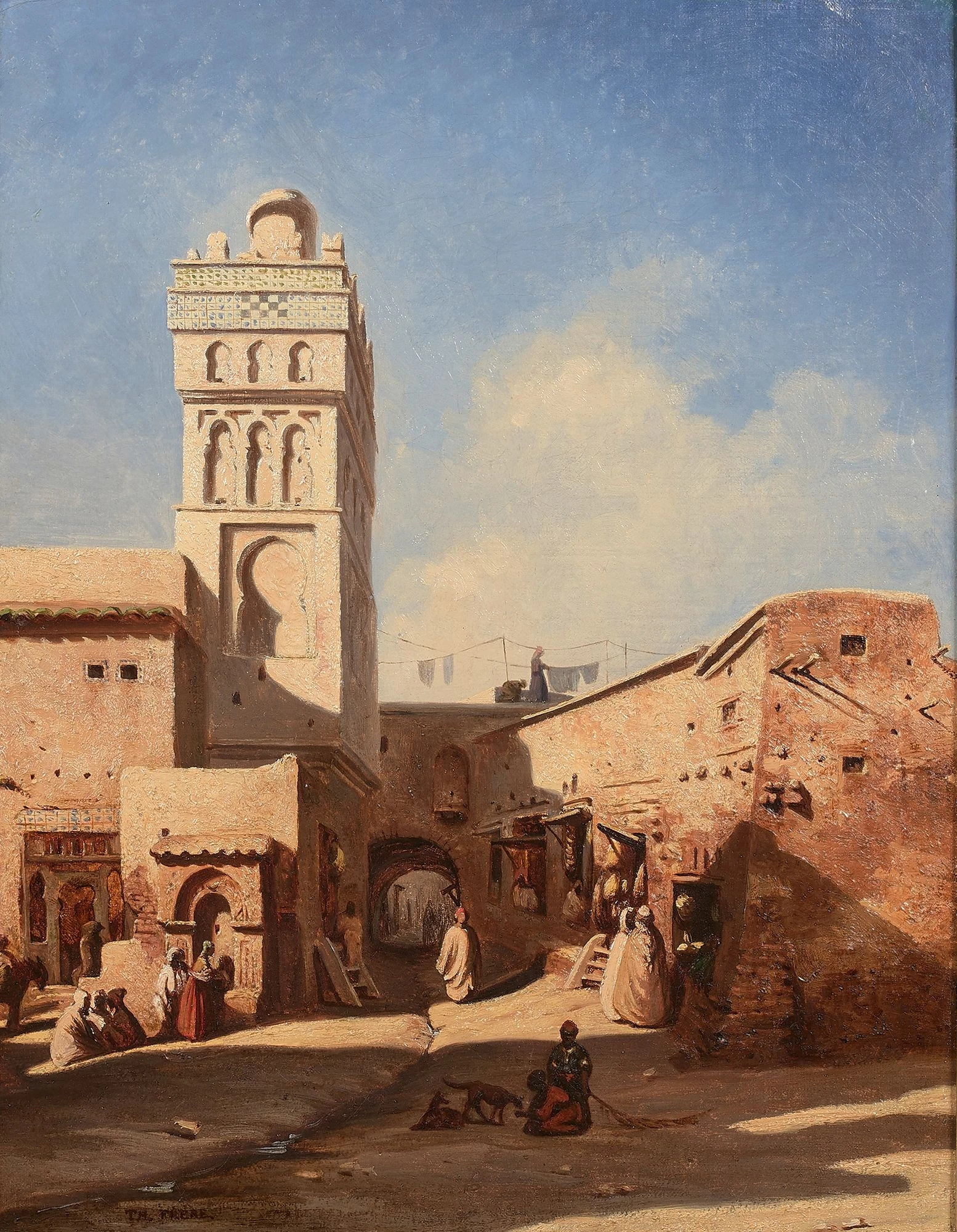
La mosquée d'Ali Bitchin vers 1850, par Théodore Frère. Nommée du nom de son commanditaire et commandant de la flotte algéroise Ali Bitchin.

Raïs Ali Bitchin, un corsaire d’origine italienne, devint amiral et chef de la taïfa en 1621. Selon des sources européennes, Ali Bitchin était tout autant un capitaine redouté qu’un homme d’affaires accompli. Immensement riche, il fit construire une mosquée à Alger, deux palais et possédait 500 esclaves. Il épousa la fille du roi de Koukou. L’historien britannique Joseph Morgan le décrivit comme « le plus grand marchand d’esclaves que la Barbarie ait jamais connu ». Dans les traités internationaux, il se désignait lui-même comme « gouverneur et capitaine général de la mer et des terres d’Alger ».
Ali Bitchin cherchait à devenir le maître d'Alger et à éloigner la Régence de la Sublime Porte. En 1638, le sultan Mourad IV appela les corsaires à intervenir contre la république de Venise. Une tempête força leurs navires à se réfugier à Valora, mais les Vénitiens les attaquèrent et détruisirent une partie de leur flotte. À leur grande colère, le sultan refusa de les indemniser pour leurs pertes, affirmant qu’ils n’étaient pas à son service,. Le sultan Ibrahim Ier, également connu sous le nom d’« Ibrahim le Fou », voulut faire arrêter Ali Bitchin pour avoir refusé de participer à la guerre de Candie, mais la population d’Alger se souleva contre lui. Irrités par la révolte, les janissaires chassèrent Ali Bitchin d'Alger. Il se réfugia en Kabylie pendant près d’un an, puis revint en force à Alger après avoir été gracié par le sultan Mehmed IV,. Ce dernier nomma un autre pacha en 1645. À son arrivée, Ali Bitchin mourut subitement, peut-être empoisonné,.

### Révolte des Kouloughlis

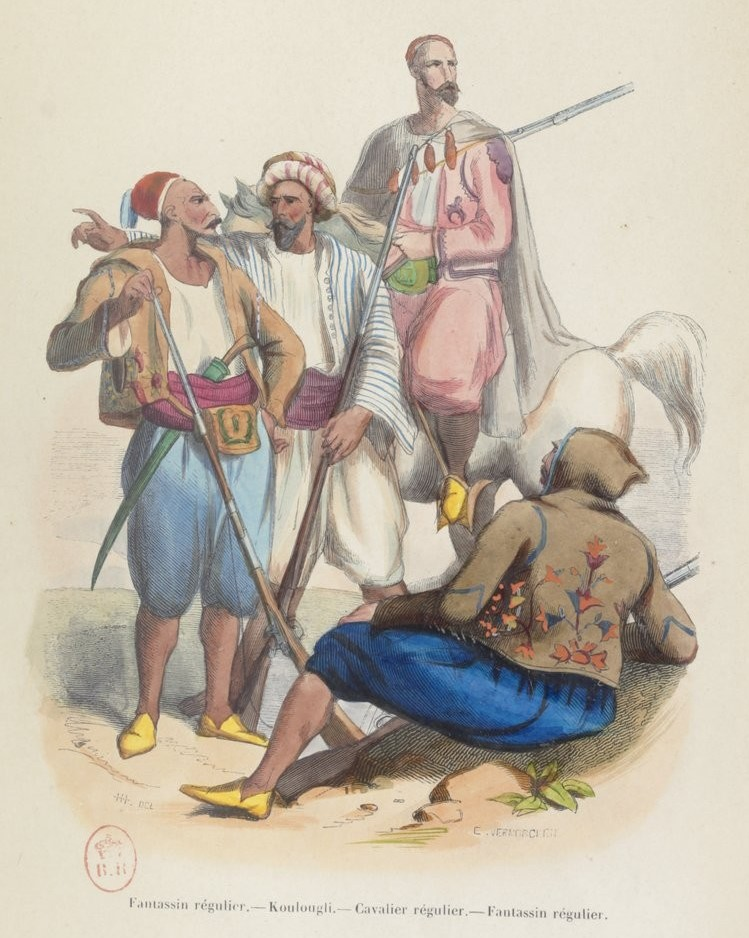
Koulouglis et troupes régulières algériens, par Henricy Casimir (1847). Gallica.

Les Kouloughlis étaient les enfants, à Alger, d’hommes turcs et de femmes algériennes. La montée en puissance des janissaires turcs au début du XVIIe siècle affaiblit progressivement les pachas ottomans nommés pour un mandat triennal. En 1596, les Kouloughlis aidèrent Khider Pacha à réprimer une mutinerie des janissaires. À cause de cela, les janissaires envisagèrent d’exclure les Kouloughlis des postes stratégiques de la Régence.
Riches et liés à la fois à la population locale et aux capitaines corsaires, les Kouloughlis méprisaient les janissaires, qu’ils considéraient comme des étrangers. Ces tensions aboutirent à une révolte en 1629. Selon Hamdan Khodja, un notable et un savant d'Alger :

« Vers 1630, les Kouloughlis projetèrent de s’emparer du pouvoir et conçurent l’idée d’expulser les Turcs (leurs pères et ancêtres), qui étaient les dirigeants du gouvernement. Ils se réunirent au fort de l’Empereur. Les Turcs découvrirent ce complot et, pour le déjouer, firent déguiser plusieurs ouvriers appelés les Mozabites en femmes. Voilés, armés d’armes et de munitions dissimulées, ils se présentèrent au fort comme des femmes fuyant la tyrannie des Turcs. Dès leur entrée dans le fort, ils attaquèrent les rebelles, avec l’appui de renforts janissaires qui les suivaient de près. Ils soumirent les Kouloughlis et mirent fin à leurs projets. »

Les Kouloughlis furent expulsés d’Alger et leurs biens confisqués. En 1633, ils tentèrent de prendre la ville par surprise, profitant des troubles provoqués par le non-paiement des soldes des janissaires par le régent triennal Hassan Pacha. Ils infiltrèrent la ville avec 57 hommes et pénétrèrent dans la résidence du pacha, le Palais de la Jénina, espérant déclencher une révolte populaire. Cependant, aucune insurrection ne se produisit, et les infiltrés furent encerclés par les janissaires. N’ayant aucun espoir de renfort, ils firent exploser la poudrière, se tuant avec de nombreux soldats janissaires,.
Cette défaite eut de lourdes conséquences pour les Kouloughlis. Iils furent exclus du conseil du diwân et interdits de promotion dans l’armée. Le trésor de l’État continua à leur verser leur solde, par crainte d’un nouveau soulèvement, mais ils furent étroitement surveillés.

### République militaire

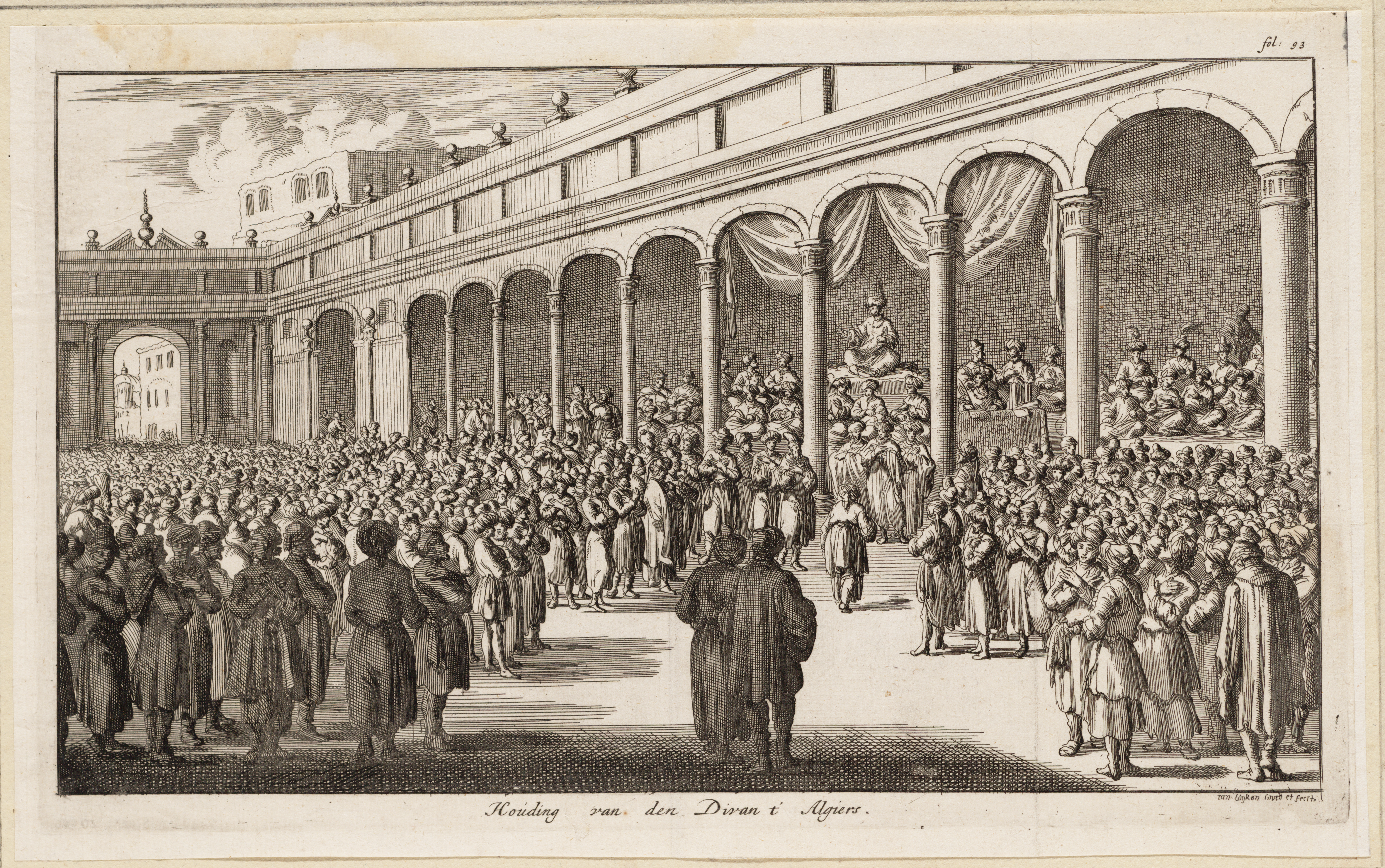
Hassan Agha dirigeant un diwân. Gravure de Jan Luyken, 1684.

Les pachas privilégiaient la richesse personnelle au lieu de la gouvernance, ce qui entraîna des troubles politiques et une perte de respect. Les tensions atteignirent leur apogée en 1659, lorsque Ibrahim Pacha détourna des fonds destinés aux corsaires affectés par la guerre de Crète (1645-1669), déclenchant une grande révolte. L'Odjak d'Alger, une institution dirigeante du corps des janissaires algériens, composée principalement de recrues étrangères Anatoliens turcs et dirigée par son commandant en chef Khalil Agha, saisit le pouvoir. Il accusa les pachas de mauvaise gestion. La Sublime Porte accepta ce changement, mettant fin au système des pachas triennaux tout en conservant le titre comme lien symbolique à la suzeraineté ottomane. L’autorité exécutive fut transférée aux aghas, Khalil Agha devenant le premier à ce poste, bien que son mandat fût limité à deux ans par le diwân. Cela marqua le début d’une république militaire,.
L'historien algérien Lmnouar Merouche souligne que le pouvoir à Alger était exercé par les janissaires, qui possédaient un fort sentiment de souveraineté collective, tout en suivant des procédures démocratiques de promotion au sein du diwân. Ce conseil d'État était divisé en deux chambres : le Petit Diwân comprenait 24 officiers supérieurs des janissaires, tandis que le Grand Diwân comptait plus de 700 janissaires de rang inférieur et pouvait accueillir jusqu’à 2 000 membres, y compris des dignitaires de haut rang. Ces responsables gouvernementaux élisaient le chef de l’État et présidaient le diwân pour un mandat de deux mois, selon l’ancienneté. Les capitaines corsaires faisaient également partie du diwân et exerçaient une influence considérable sur ses décrets de politique étrangère.
Avec ce changement de pouvoir dans la Régence, la première génération de Kouloughlis gagna le droit d’être promue au sein de l’Odjak des janissaires. Khalil et ses successeurs immédiats furent assassinés pour avoir tenté d'étendre leur pouvoir. Les politiques autocratiques d'Agha Ali et ses concessions aux puissances européennes irritèrent les corsaires, ce qui conduisit à son assassinat après une attaque anglaise contre Bejaïa en 1670. À la suite de cela, les corsaires instaurèrent un nouveau modèle de gouvernement sous le prétexte de restaurer celui établi par Raïs Khayr ad-Din, en nommant Mohamed Trik, un corsaire néerlandais, comme dey, marquant le début du règne des deys à Alger.

### Politique étrangère

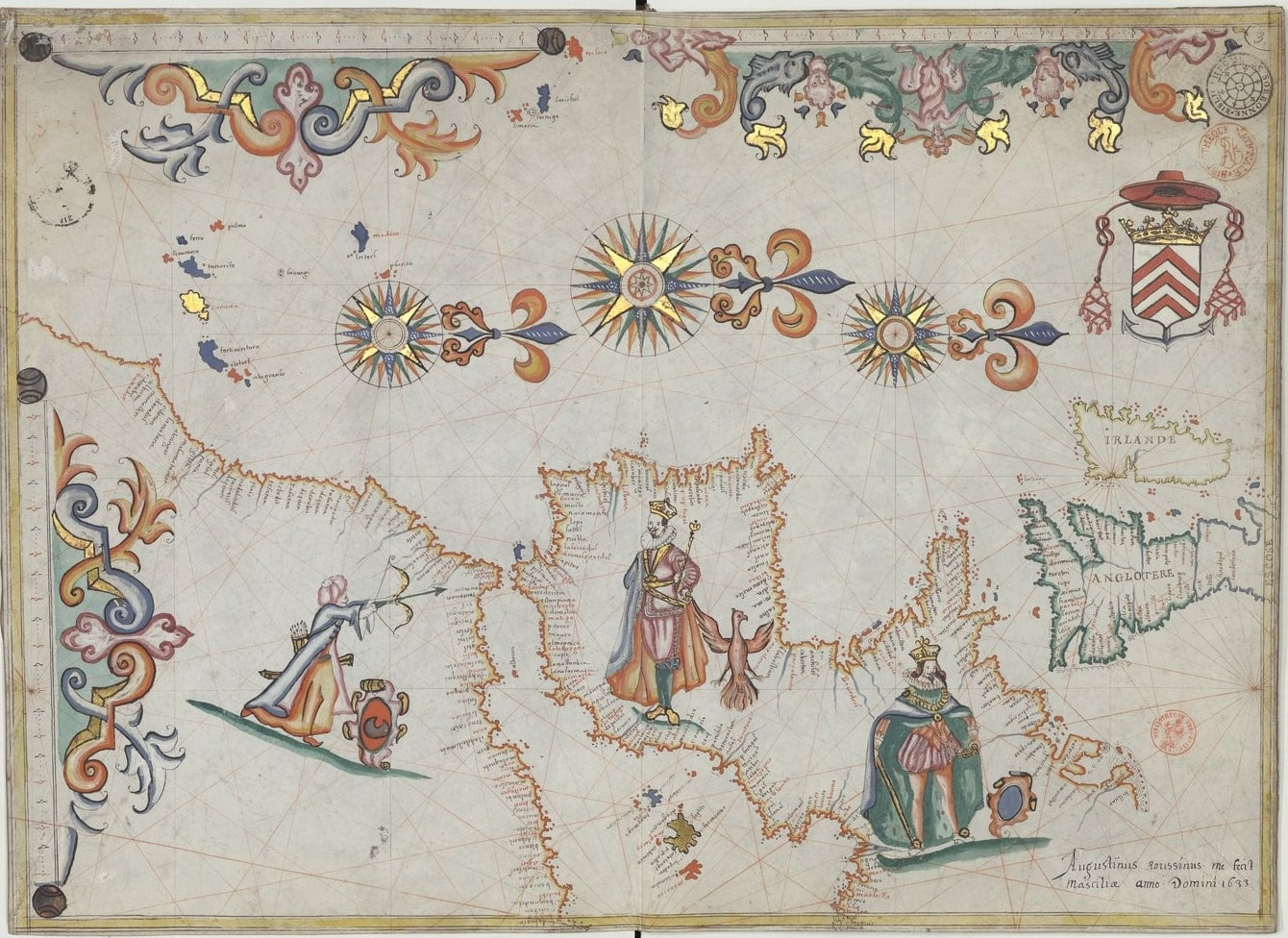
Carte de la Méditerranée représentant l’équilibre des puissances au XVIIe siècle. Un archer menace Philippe IV d’Espagne avec un arc tandis que Louis XIII observe la scène. Augustin Roussin, Marseille, 1633.

L'empire des Habsbourg a signé un traité de paix avec l'Empire ottoman au début du XVIIe siècle, mettant fin à la longue guerre turque. Cependant, l’ordre souverain de Malte et les régences nord-africaines ont poursuivi leur guerre sainte l’un contre l’autre. Leurs corsaires étaient motivés par des désirs de vengeance, de richesse et de salut. Le royaume d’Angleterre, le royaume de France et les Provinces-Unies étaient en paix avec les régences nord-africaines jusqu’à la fin du XVIe siècle en raison de leur ennemi commun espagnol. Lorsque l’Angleterre et les Néerlandais ont opté pour la paix avec l’Espagne par le traité de Londres en 1604 et la trêve de 1609 respectivement, et qu’ils ont accru leur navigation en Méditerranée, les corsaires algériens et tunisiens ont attaqué leurs navires, amassant des richesses et capturant des esclaves et des marchandises. Ils ont profité de la puissance de leur flotte, de la faiblesse maritime des Européens et de l’incapacité ottomane à contraindre les régences à respecter les capitulations ottomanes. Cela a poussé les puissances européennes à négocier directement avec Alger des traités portant sur le commerce, le paiement de tributs et la rançon des esclaves, reconnaissant ainsi l’autonomie d’Alger malgré sa subordination formelle à la Sublime Porte.
Les relations étrangères de l’Algérie étaient régies par un islam militant qui croyait en la supériorité d’Alger sur ses adversaires, exigeait des présents et des tributs, et évitait les revers militaires susceptibles de favoriser un protectionnisme religieux et une perte territoriale au profit des puissances européennes. Cela était maintenu en jouant les adversaires d’Alger les uns contre les autres et en empêchant toute coalition susceptible de constituer une menace sérieuse,. Les nations européennes en guerre contre Alger ne pouvaient rivaliser avec les navires des nations en paix avec elle. Le commerce de cabotage entre les ports méditerranéens nécessitait des relations pacifiques avec Alger, incitant les navires européens à porter des passeports méditerranéens délivrés par leurs missions diplomatiques à Alger pour les protéger des pirates algériens.
Alger ne pouvait être en paix avec tous les États européens en même temps sans affaiblir la course, qui était une forme de guerre à la fois strictement contrôlée et motivées par la religion,. La course était aussi un puissant outil de pression pour inciter les États européens à signer des traités prévoyant le paiement de tributs. À cet égard, un traité avec les Néerlandais en 1663 a conduit à la course contre les navires français. Un traité avec la France en 1670 a poussé Alger à rompre les relations avec l’Angleterre et les Néerlandais. Un conflit éclata avec la France après la signature d’un traité avec l’Angleterre en 1681. Cette politique conférait aux élites militaires étrangères algériennes une légitimité internationale,; le juriste néerlandais Hugo Grotius nota : « Alger exerçait le jus ad bellum d’un pouvoir souverain à travers ses corsaires ». Cela leur donnait également une légitimité interne en tant que champions du djihadisme.

#### Royaume de France

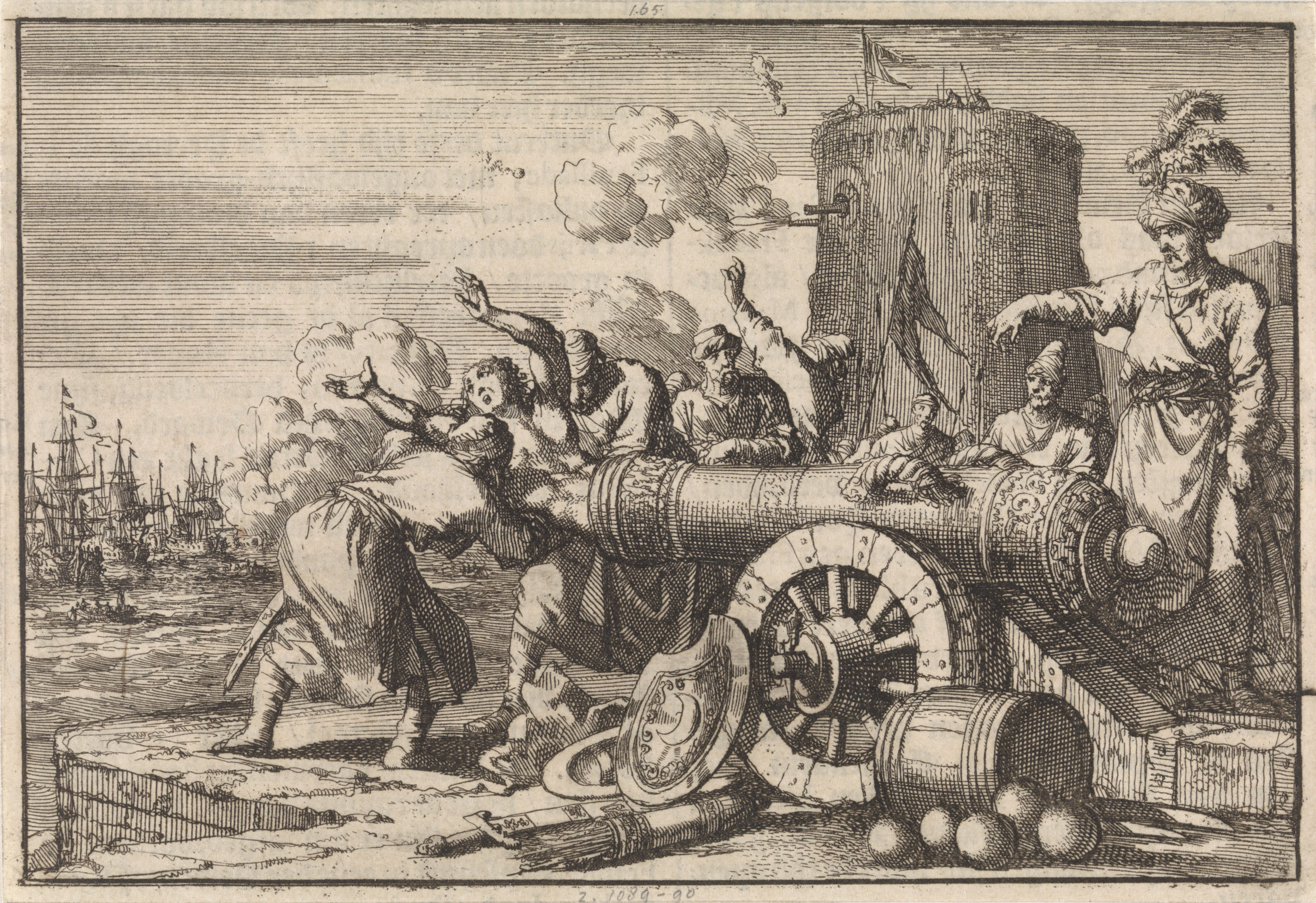
Alors que les Français bombardent Alger, des soldats chargent le consul français Père Jean Le Vacher dans un canon. Gravure hollandaise (1698), Musée d'Amsterdam.

La France fut le premier pays européen à établir des relations avec Alger. Elle entama des négociations directes en 1617, après la capture de plus de 900 navires et l’asservissement de 8 000 Français. Un point de blocage fut atteint, en partie à cause de deux canons que Zymen Danseker avait emportés avec lui pour les offrir à Charles Ier de Guise lorsqu’il quitta la marine algérienne en 1607.
Un traité fut signé en 1619, puis un autre en 1628,. Les Algériens s’engagèrent à, :
- Respecter les navires et les côtes françaises
- Interdire la vente de marchandises prises sur des navires français dans leurs ports
- Permettre aux commerçants français de vivre en sécurité à Alger
- Reconnaître et protéger les concessions françaises au Bastion de France
- Autoriser le commerce du cuir et de la cire

Sanson Napollon, responsable du Bastion de France, réussit à approvisionner Marseille en tout le blé nécessaire. Cependant, en 1629, quinze corsaires algériens furent assassinés à bord d’un navire français et les autres faits prisonniers, relançant la guerre entre Alger et la France.
Après la mort de Napollon et des soupçons selon lesquels le Bastion approvisionnait la flotte française, le diwân décida de supprimer les établissements français. Il déclara : « Que le premier qui en parlera perde la vie. ». En 1637, Ali Bitchin rasa le Bastion français, ce qui provoqua une révolte de la tribu des Hanancha. Cependant, en 1640, un nouveau traité restitua à la France ses possessions nord-africaines, et la concession de corail obtint le droit de prendre des mesures de sécurité contre les raids, en échange d’un paiement de près de 17 000 livres au pacha,.
Vers 1650, la France était plongée dans la Fronde, une série de guerres civiles, tandis que les raïs (capitaines corsaires) opéraient au large de Marseille et ravageaient la Corse. La flotte du Levant française et l’Ordre de Malte remportèrent une petite victoire contre des navires algériens près de Cherchell en 1655. Le cardinal Mazarin ordonna la reconnaissance des côtes algériennes, avec l’objectif d’un établissement permanent. Le ministre d’État Jean-Baptiste Colbert envoya de grandes forces occuper Collo au printemps 1663, mais l’expédition échoua. En juillet 1664, le roi Louis XIV ordonna une autre campagne militaire contre Jijel, qui dura près de trois mois et se solda également par un échec.
La France fut alors contrainte de négocier avec Alger et de signer l’accord du 7 mai 1666, stipulant la mise en œuvre du traité de 1628,. Louis XIV, qui cherchait à faire respecter le pavillon français en Méditerranée, ordonna plusieurs campagnes de bombardements intenses contre Alger entre 1682 et 1688, dans le cadre de la guerre franco-algérienne (1681–1688). Après une résistance acharnée menée par le dey Hussein Mezzomorto, un traité de paix concluant fut signé.

#### Royaume d'Angleterre

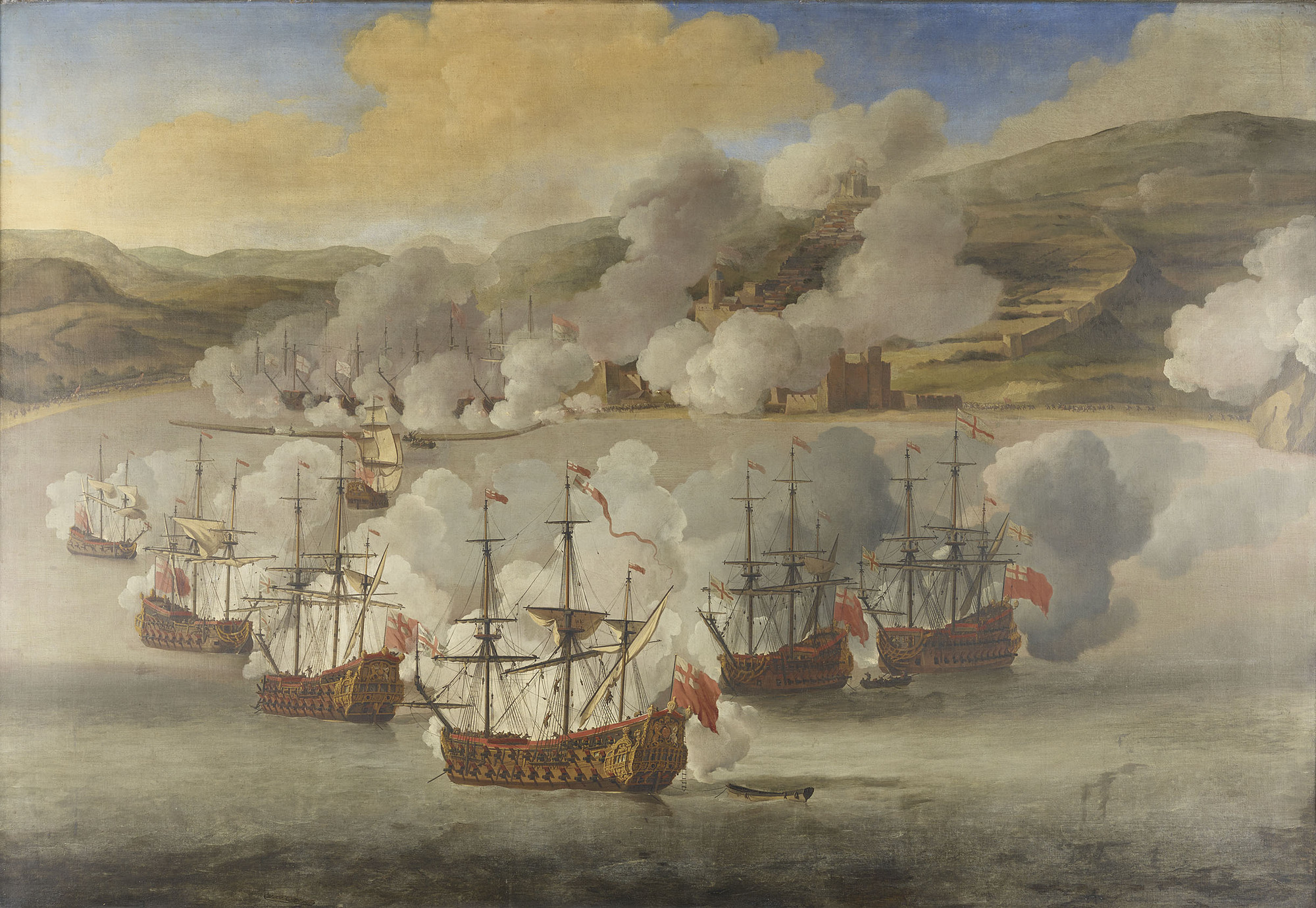
Brûlot anglais lancé contre sept navires capturés à Béjaïa le 18 mai 1671. Willem van de Velde le Jeune (1633–1707). Collection royale du Royaume-Uni.

L’amiral anglais Robert Mansell mena une expédition en 1621, qui lança des brûlots contre la flotte amarrée à Alger. Cette tentative échoua à prendre la ville, et Mansell fut rappelé en Angleterre le 24 mai 1621. Jacques VI et Ier négocia directement avec le pacha d’Alger en 1622, mais plus de 3000 Anglais restèrent esclaves à Alger. Les corsaires de la Régence franchirent la Manche et le canal de Bristol, lançant plusieurs raids sur les côtes anglaises, poussant Sir John Eliot, vice-amiral du Devon, à déclarer que « les mers autour de l’Angleterre semblaient leur appartenir »,. Les descentes à terre et les enlèvements d’habitants devinrent plus fréquents au milieu du XVIIe siècle. Un raid barbaresque sur les Cornouailles eut lieu en 1654.
Une flotte commandée par l’amiral Robert Blake coula plusieurs navires tunisiens, ce qui convainquit Alger de signer un traité de paix avec le lord-protecteur, Oliver Cromwell. L’Angleterre introduisit une série de mesures anti-contrefaçon ainsi que des « passeports algériens » obligatoires pour les navires marchands se dirigeant vers le sud, afin de garantir l’authenticité de l’enregistrement de chaque navire aux yeux des pirates algériens. Un affrontement avec une force anglo-néerlandaise combinée en 1670 coûta à Alger plusieurs navires et 2200 marins près du cap Spartel, et les navires anglais incendièrent sept autres navires à Béjaïa, entraînant un changement de régime qui porta les deys au pouvoir à Alger.
Lors de la guerre anglo-algérienne (1677–1682), Alger captura environ 350 navires et fit entre 3000 et 5000 esclaves,. Face aux attaques françaises, Alger signa un traité de paix avec Charles II le 10 avril 1682, dans lequel il reconnut que ses sujets étaient esclaves à Alger.

#### Provinces-Unies

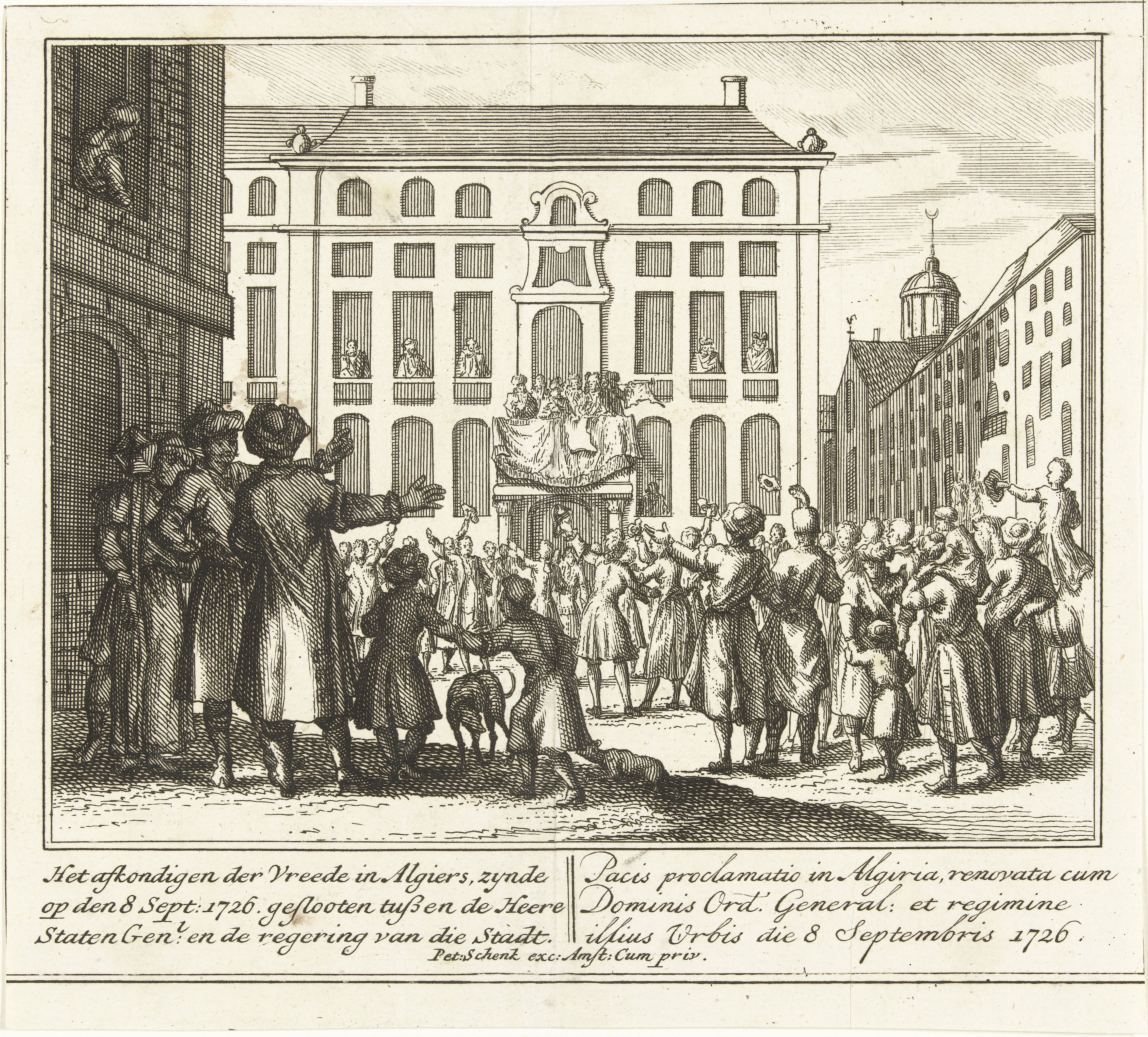
La proclamation de paix conclue entre les États généraux des Provinces-Unies et la régence d'Alger le 8 septembre 1726.

Le traité de paix entre l’Angleterre et Alger eut un impact sur la navigation néerlandaise. Des marchands arrivés à La Haye déclarèrent que les Néerlandais perdaient du commerce au profit des Anglais,. De 1661 à 1664, les Néerlandais envoyèrent Michiel de Ruyter et Cornelis Tromp à plusieurs reprises à Alger dans le but de faire accepter aux Algériens le principe de la liberté de navigation, liberté des marchandises,. Bien que les Algériens aient accepté ce principe en 1663, ils s'en rétractèrent un an plus tard. De Ruyter fut de nouveau envoyé à Alger, mais les hostilités avec l’Angleterre (1664-1665), prélude à la deuxième guerre anglo-néerlandaise, mirent fin à sa mission.
Quatre années de négociations aboutirent à un accord signé en 1679 qui permit de maintenir de façon précaire la paix pour le commerce néerlandais en Europe méridionale,, au prix d’un tribut versé à Alger sous forme de canons, de poudre à canon et de fournitures navales — une décision condamnée à la fois par la France et l’Angleterre. La paix dura jusqu’en 1686, date à laquelle Alger recommença à traquer les navires marchands néerlandais, profitant de la mobilisation des Pays-Bas dans la guerre de Neuf Ans (1688–1697). Entre 1714 et 1720, les corsaires algériens capturèrent 40 navires ainsi que leurs équipages.
Après de longues négociations et plusieurs expéditions militaires, les Néerlandais obtinrent la paix. Le nouveau consul néerlandais à Alger, Ludwig Hameken, demanda un laissez-passer pour la Méditerranée et accepta de payer un tribut annuel pendant le siècle suivant. La guerre anglo-espagnole (1727-1729) détourna l’attention des Britanniques de leurs rivalités commerciales, permettant aux Néerlandais de mener une forte concurrence. À la fin de la guerre, la navigation britannique reprit le dessus sur le commerce néerlandais en Méditerranée.

## Rivalités maghrébines (1550–1795)

Carte des beyliks de la régence d'Alger (1515-1830).

Les relations de l’Algérie avec les autres pays du Maghreb furent la plupart du temps tendues, pour plusieurs raisons historiques. Alger considérait la Tunisie comme une dépendance parce qu’elle l’avait annexée à l’Empire ottoman, ce qui donnait au beylerbeys d’Algérie le droit de nommer ses pachas. Tunis refusa fermement toute subordination à Alger et nourrissait des ambitions dans le Constantinois, ancien territoire du royaume hafside. À partir de 1590, le diwân des janissaires tunisiens se révolta contre Alger et le pays devint un vassal ottoman indépendant. Un traité de paix signé le 17 mai 1628 après une victoire algérienne fixa les frontières entre les deux. En 1675, la mort du bey de tunis Mourad II déclencha une guerre civile de vingt ans entre ses fils.
Le Maroc résista aux tentatives de domination ottomane. Il considérait Alger comme une menace majeure et prit des mesures pour la contrer, y compris des alliances avec des puissances chrétiennes. Le Maroc entretenait de longue date des ambitions sur l’ouest de l’Algérie, notamment Tlemcen, exprimées à plusieurs reprises par ses souverains. Les deux États soutinrent des révoltes à Alger. En 1692, les habitants de la capitale et les tribus voisines tentèrent de renverser les Ottomans alors que le dey Hadj Chabane faisait campagne au Maroc. Ils mirent le feu à plusieurs bâtiments et à des navires au mouillage.

### Compagnes

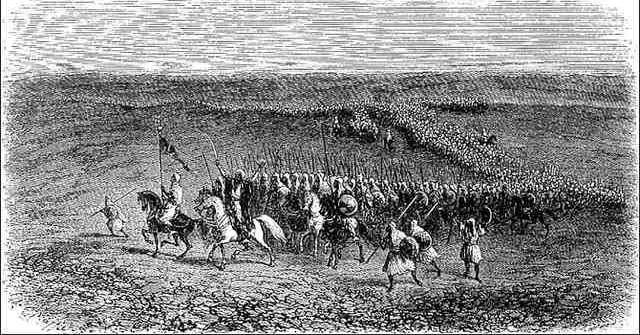
Compagne de l'armée de la régence d'Alger vers oran. Archives Violette - L'Afrique de Marmol.

En 1678, le sultan marocain Ismaïl ben Chérif lança une expédition vers Tlemcen. Les tribus de l’ouest algérien rejoignirent ses contingents sur la haute Moulouya et ensemble, ils avancèrent jusqu’à la Chélif pour livrer bataille. Les Algériens déployèrent leur artillerie et mirent les Marocains en déroute. Des négociations avec le dey Chabane fixèrent la frontière à la Moulouya, où elle demeura pendant le reste du règne saadien. En 1691, Moulay Ismaïl lança une nouvelle offensive contre l’ouest algérien, mais le dey Chabane, soutenu par 10 000 janissaires et 3 000 Zouaouas, tua 5 000 hommes et dispersa les survivants à la Moulouya, avant de marcher sur Fès. Moulay Ismaïl se rendit. Selon l’historien français Henri Delmas de Grammont, « Il se présenta devant le vainqueur, les mains liées, baisa trois fois le sol et lui dit : Tu es le couteau, et moi la chair que tu peux trancher »,. Il accepta de payer un tribut et de signer le traité d’Oujda, confirmant la frontière de la Moulouya. Les Kouloughlis ayant participé à la bataille furent récompensés par Hadj Chabane, qui rétablit leurs droits et les mit à égalité avec les Turcs. Toutefois, ils restèrent exclus de la fonction de dey. En 1694, le sultan ottoman demanda au sultan marocain de cesser ses attaques contre Alger.
Profitant de la guerre civile tunisienne, le dey Chabane vainquit les Tunisiens à la bataille du Kef, conquit Tunis et déposa Mohamed Bey El Mouradi, fils de Murad II, en 1694, le remplaçant par Ahmed ben Tcherkes. Hadj Chabane rentra à Alger avec un riche butin : canons, esclaves et 120 mulets chargés d’or et d’argent. Les Tunisiens se révoltèrent. Refusant une nouvelle expédition, les janissaires se mutinèrent, torturèrent et tuèrent Hadj Chabane le 15 août 1695. Mourad III Bey de Tunis s’allia à Moulay Ismaïl et déclencha la guerre maghrébine en 1700. Mourad s’empara de Constantine, mais Alger reprit l’avantage lors d’une bataille en Algérie orientale. Tandis qu’un assaut conjoint sur Constantine était planifié avec Tunis, Moulay Ismaïl lança une nouvelle campagne à l’ouest, avec une armée presque exclusivement composée de cavaliers. Ses 60 000 hommes furent de nouveau battus à la Chélif par le dey Hadj Moustapha,. Le dey rentra à Alger avec 3 000 têtes et 50 chefs marocains capturés, puis offrit certains chevaux saisis à Louis XIV.

### Conséquences

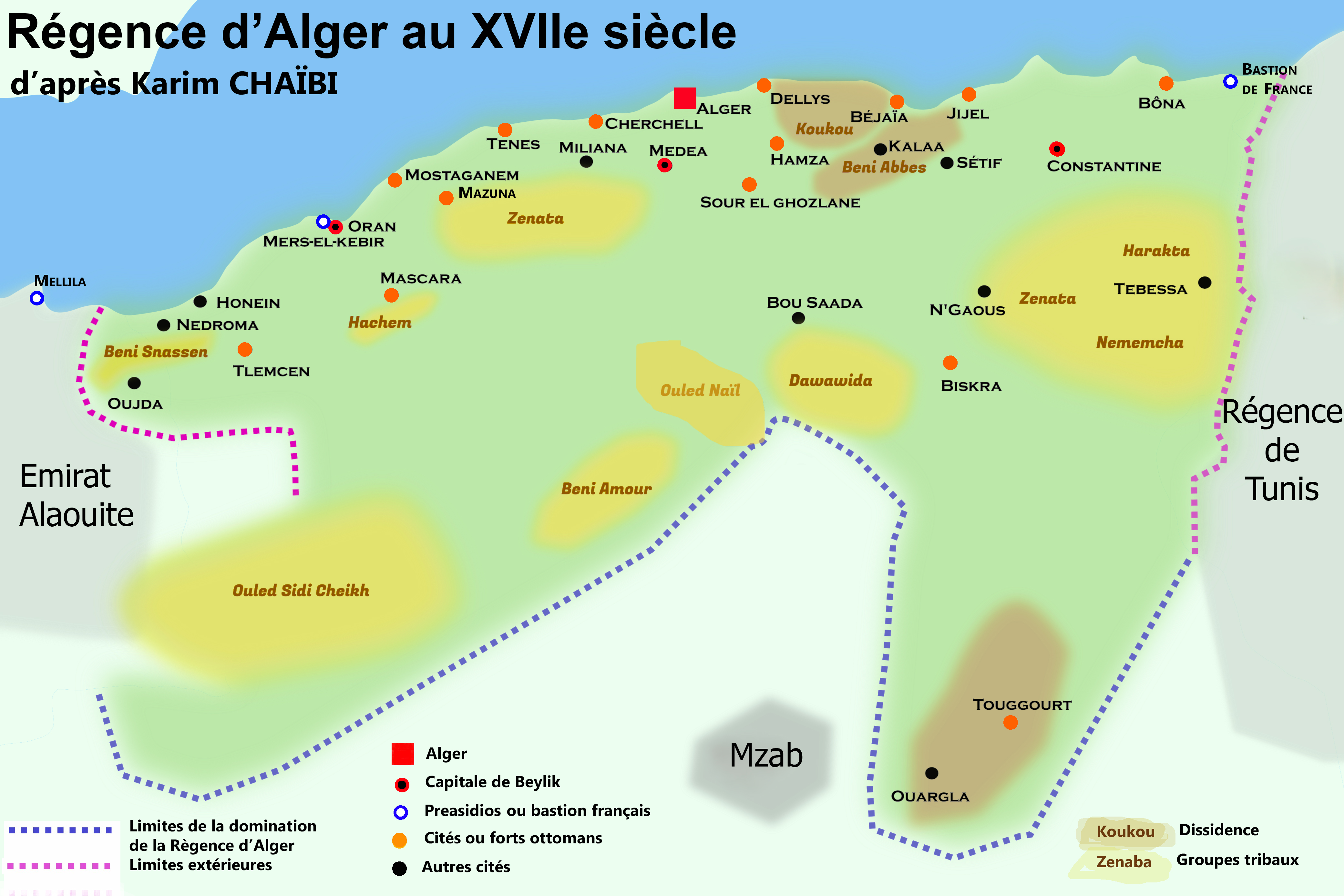
Carte de la régence d'Alger au XVIIe siècle comprenant les groupes tribaux et dissidentes et les entités environantes.

Ibrahim Cherif, agha de la cavalerie sipahi tunisienne, mit fin à la dynastie mouradite et fut nommé dey de Tunis par la milice, le pacha et le sultan ottoman. Cependant, il ne parvint pas à repousser les incursions algériennes et tripolitaines. Après sa défaite près d’El Kef face au dey d’Alger en 1705, il fut capturé et emmené à Alger. Pendant ce temps, le bey Hussein Ier fonda la dynastie husaynide de Tunis. Moulay Ismaïl mena une dernière incursion à Oran en 1707, mais son armée fut presque entièrement détruite,, mettant fin à ses ambitions expansionnistes en Algérie. Dans les années suivantes, il mena des expéditions sahariennes vers Aïn Madhi et Laghouat, important carrefour du commerce transsaharien.
Après une révolte ratée, Ali Ier Pacha de Tunis se réfugia à Alger où il obtint le soutien du dey Ibrahim Pacha. Malgré l’opposition de la Sublime Porte, le dey, rejoint par le bey de Constantine, Kelian Hussein Bey, envoya une armée envahir Tunis en 1735. Ils installèrent Ali Ier Pacha comme bey, vassal d’Alger, qui promit un tribut annuel au dey,. Une autre campagne contre Tunis en 1756 déposa Ali Ier Pacha, qui fut ramené enchaîné à Alger. Les partisans de son cousin et successeur Mohammad Ier ar-Rachid le firent étrangler le 22 septembre. Tunis devint tributaire d’Alger et reconnut sa suzeraineté pendant cinquante ans, s’engageant à envoyer chaque année de l’huile d’olive pour l’éclairage des mosquées d’Alger,.

## Transformations au cours du XVIIIe siècle

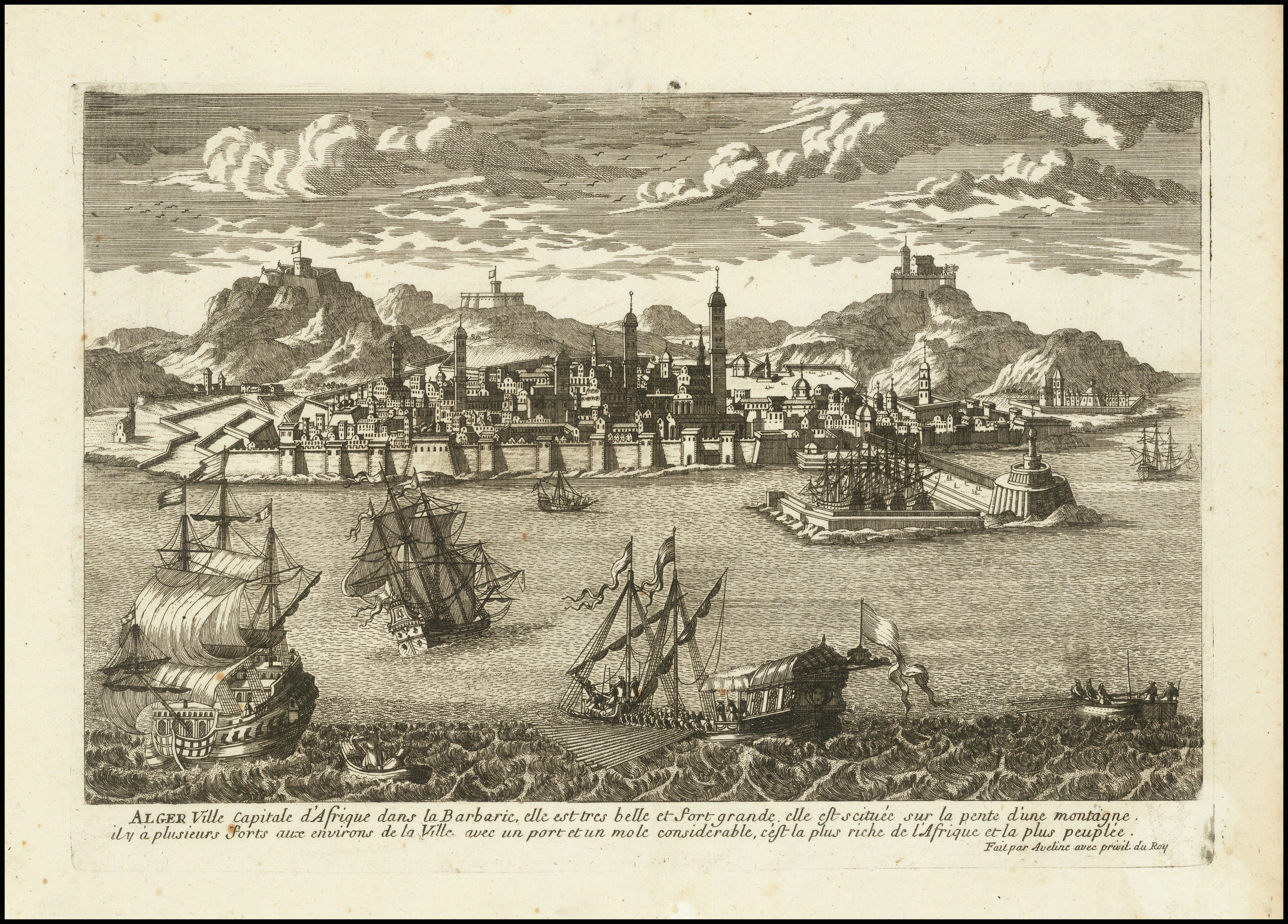
Représentation d’Alger au début du XVIIIe siècle, par Pierre-Alexandre Aveline.

À la fin du XVIIe siècle, les États barbaresques d'Alger, de Tunis et de Tripoli avaient étendu leur domination dans l’arrière-pays, poussés par la nécessité d’approvisionner leurs villes portuaires, par le commerce intense avec l’Europe et par le besoin d’assurer le paiement des janissaires. Les janissaires avaient arraché le pouvoir aux corsaires dans les États barbaresques. Le sultan ottoman leur accorda le droit d’être nommés pachas, leur conférant ainsi une légitimité incontestée et instaurant un système de succession plus pacifique.
Le dey d’Alger Baba Ali prit le titre de pacha en 1711,. Lorsque la monarchie des Habsbourg conclut la paix de Passarowitz avec l’Empire ottoman en 1718, le dey Baba Ali ignora le traité et captura des navires autrichiens, refusant ensuite de verser une compensation à une délégation ottomano-autrichienne. Cette politique étrangère non conforme affaiblit la subordination de l’Algérie à l’Empire ottoman, qui ne devint plus que symbolique.
Baba Abdi Pacha (1724–1732) parvint rapidement à stabiliser la Régence. Le diwân fut progressivement affaibli au profit du cabinet du dey, appelé « les pouvoirs », entraînant une plus grande stabilité grâce à la mise en place d’une bureaucratie. Alger signa de nombreux traités avec des États européens, tels que l’Autriche en 1725, la république des Provinces-Unies en 1726, la Suède en 1729, le Toscane en 1749 et le Danemark en 1751 ou 1752, formalisant ainsi une période de relations pacifiques avec l’Europe, tant que le dey recevait des paiements de tribut,.
Le 3 février 1748, le dey Mohamed Ibn Bekir publia « Le Pacte fondamental de 1748 » ou « pacte de confiance », un texte politico-militaire définissant les droits des sujets et autres habitants de la régence d’Alger. Il codifiait également le comportement des unités de l’armée : janissaires, artilleurs, çavuş et spahis.

### Marchands juifs algériens

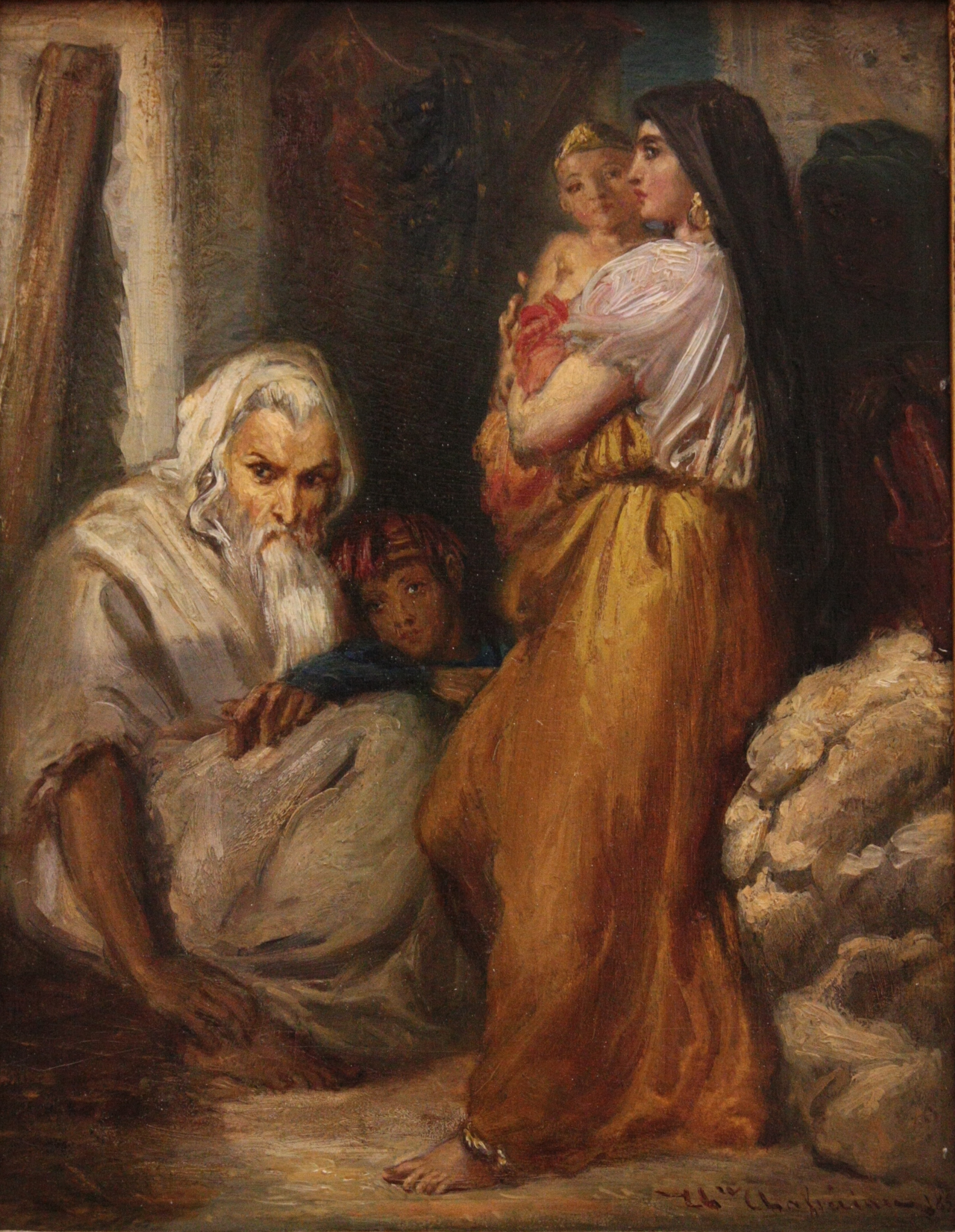
Juifs algériens par Théodore Chassériau (1851).

Les Juifs d'Alger devinrent une puissance économique et éliminèrent de nombreuses maisons de commerce européennes de la Méditerranée, ce qui inquiéta les Marseillais, soucieux de défendre leur monopole. À la fin du XVIIIe siècle, deux familles juives influentes originaires de Livourne, les Bacri et les Busnach, exerçaient une grande influence sur l’économie et la politique algériennes. Ces marchands ne se limitaient pas aux échanges de marchandises traditionnelles, ils jouaient aussi un rôle central dans la gestion des prises saisies par les corsaires. Leur influence économique et l'étendue de leurs réseaux les rendaient indispensables au gouvernement algérien, car ils savaient habilement aligner leurs intérêts commerciaux sur les besoins stratégiques de l’État.
Cela provoqua plusieurs différends commerciaux entre Alger, l’Espagne et la France,. Les consuls français nourrissaient du ressentiment envers les marchands juifs et adressèrent à plusieurs reprises des pétitions à leur gouvernement pour qu’il restreigne leurs activités commerciales dans les ports français. Le roi de France Louis XV mit en place des règlements portuaires et des tarifs pour éviter les pertes françaises. Ces mesures interdisaient aux marchands algériens de commercer dans les ports français ou d’acheminer eux-mêmes leurs cargaisons de cire, de blé et de miel sur le marché français. Les Marseillais voulaient interdire aux Juifs algériens de rester plus de trois jours dans le port et demandèrent au dey d’interdire aux Juifs de commercer à Marseille. Les marchands musulmans possédaient un cimetière à Marseille et souhaitaient y construire une mosquée, mais cela leur fut refusé. De plus, les corsaires renégats ne pouvaient commercer dans les ports européens, où ils risquaient l’emprisonnement. Incapables de posséder leurs propres navires marchands ou de transporter eux-mêmes leurs marchandises vers l’Europe, les Algériens eurent recours à des intermédiaires étrangers et se tournèrent à nouveau vers la course pour compenser.

### Mohamed Ben Othmane

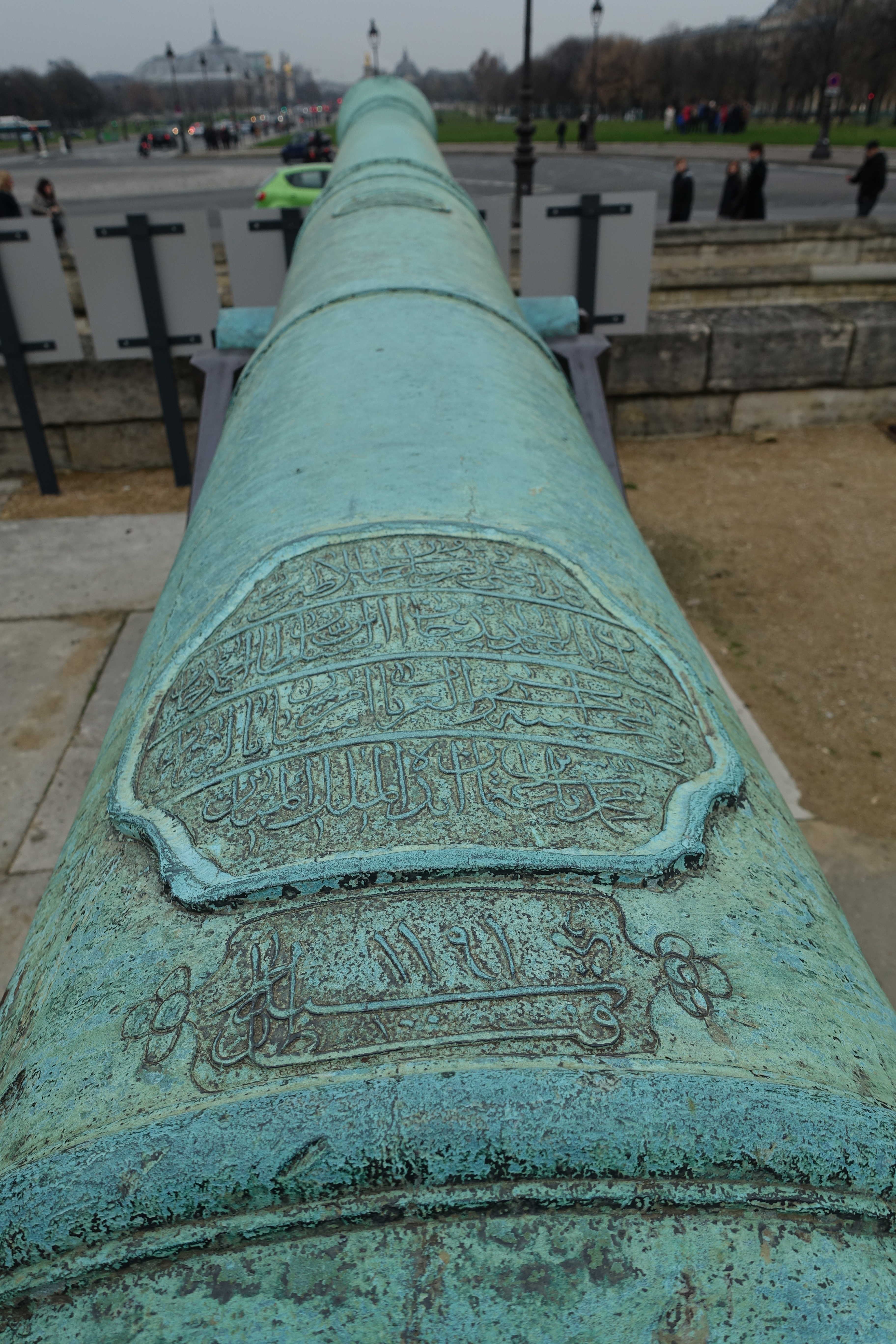
Cannon du dey Mohamed Ben Othmane, exposé à l'hôtel des Invalides à Paris.

Mohamed Ben Othmane devint dey en 1766 et régna sur une Alger puissante et prospère jusqu’à sa mort en 1791,. Il repoussa avec succès les attaques espagnoles et portugaises, au cours desquelles il versa au trésor de l’État 200 000 sultani qu’il avait économisés sur son propre salaire. Il fortifia Alger avec des forts et des tours, tels que le Borj Sardinah, le Borj Djedid et le Borj Ras Ammar, et fit réparer la mosquée Es-sayida située à côté du palais de la Jenina, endommagée par les bombardements espagnols. Il amena l’eau jusqu’à la ville et l’achemina vers tous les châteaux, tours, forteresses et mosquées. Il fit construire des fontaines au centre de la ville pour que la population puisse s’y abreuver, et créa une réserve financière spéciale pour entretenir et maintenir l’approvisionnement en eau de ces sources.
Le dey développa le commerce, obtint des paiements de tribut réguliers de la part des États européens, renforça la flotte algérienne et l’approvisionna en hommes, armes et navires. Plusieurs capitaines contribuèrent à l’essor de la course algérienne à la fin de son règne, tels que Raïs Hamidou et Raïs Hajj Muhammad.
Mohamed Ben Othmane entama son règne en lançant des campagnes contre les tribus de Felissa en Kabylie, qui étaient en rébellion constante. Une première tentative en 1767 échoua et les tribus parvinrent à atteindre les portes d’Alger. Neuf ans plus tard, le dey les encercla dans leurs montagnes et força leurs chefs à se soumettre. Salah Bey de Constantine lança plusieurs expéditions vers le sud. En 1785, il traversa la chaîne des monts Amour, s’empara de Aïn Beïda et d’Aïn Madhi, puis occupa Laghouat. Il reçut ensuite un tribut de la communauté ibadite du sud. En 1789, Salah Bey occupa la ville de Touggourt, nomma Ben-Gana « cheikh des Arabes » et imposa un lourd tribut à la dynastie berbère des Beni Djellab.

### Guerre contre le Danemark

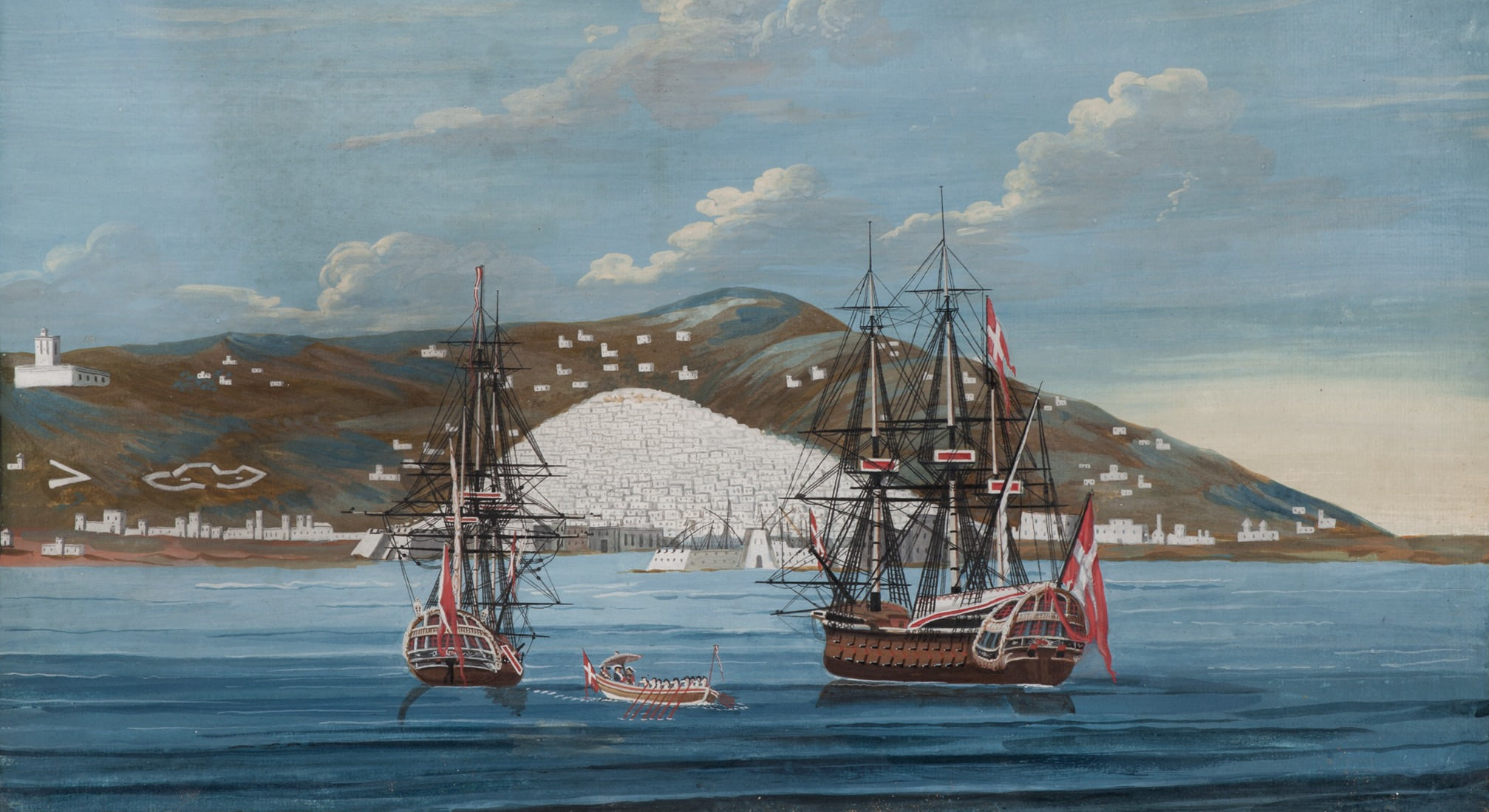
Frégate danoise HDMS Falster et vaisseau de ligne HDMS Grønland au large des côtes algériennes. Vers 1772.

Mohamed Ben Othmane augmenta les redevances annuelles payées par les Pays-Bas, Venise, la Suède et le Danemark. Tous acceptèrent, à l’exception du Danemark, qui envoya l'amiral Frederik Christian Kaas (1725 - 1803) à la tête de quatre vaisseaux de ligne, deux galiotes à bombes et deux frégates contre la ville d'Alger en 1770. Le bombardement échoua. Les algériens attaquèrent ensuite les navires dano-norvégiens pendant un an. Le Danemark se soumit aux conditions du dey et accepta de verser 2,5 millions de doro algériens (piastre d'Alger) en compensation des dommages causés à la ville, ainsi que de fournir 44 canons, 500 quintaux de poudre à canon et 50 voiles. Il accepta également de racheter ses captifs et de payer une redevance tous les deux ans accompagnée de cadeaux destinés aux responsables algériens.

### Guerre contre l'Espagne

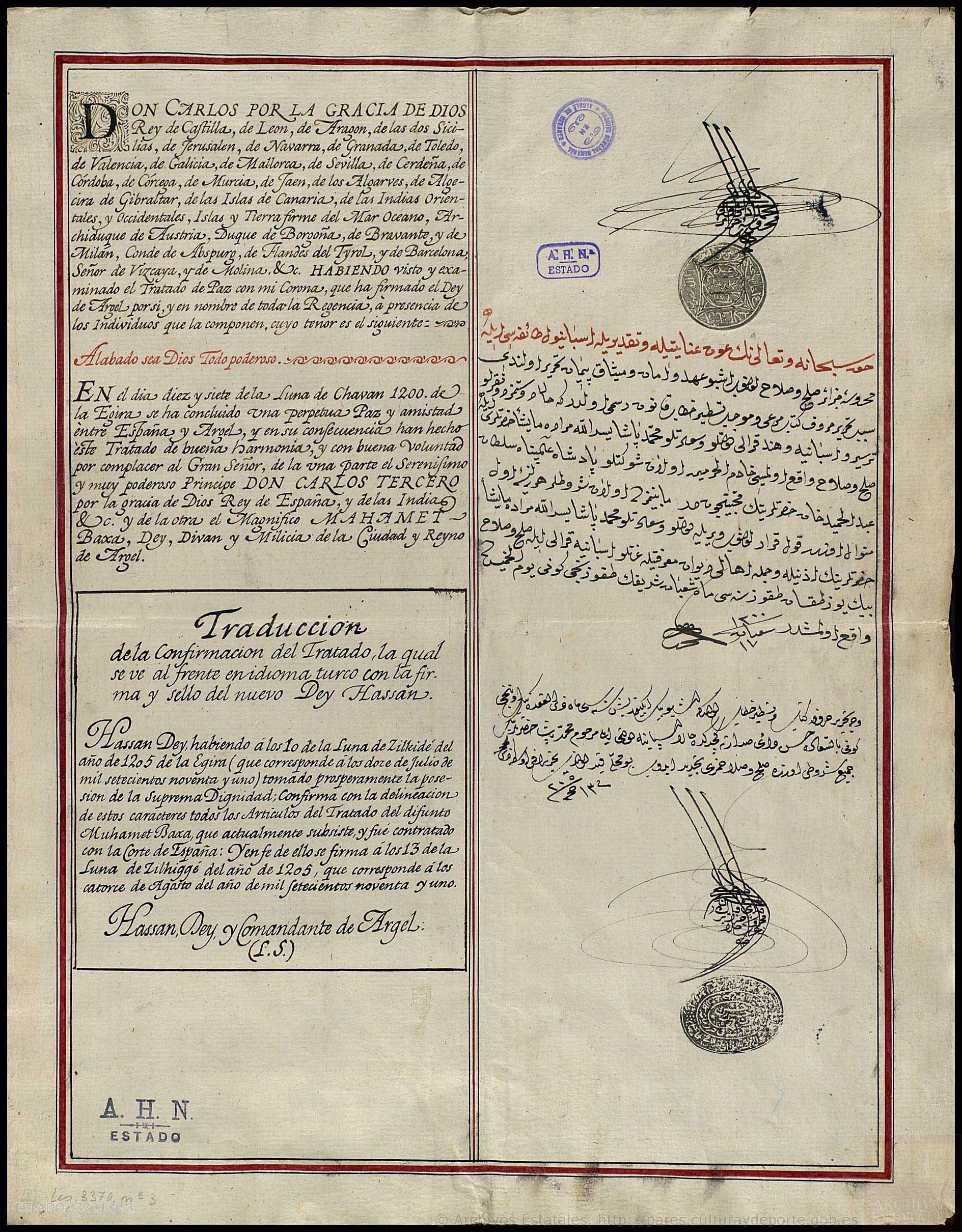
Le traité de 1791 mit fin à près de 300 ans de guerre. Archives, ministère espagnol de la Culture.

La guerre de Succession d’Espagne offrit à Mustapha Bouchelaghem, bey du Beylik de l'Ouest, l’occasion de s’emparer d’Oran et de Mers El-Kébir en 1708, mais il les perdit lors d’une campagne espagnole en 1732 menée par le duc de Montemar. En 1775, l’amiral irlandais au service de l’Empire espagnol, Alejandro O'Reilly, mena une expédition visant à mettre fin aux activités des pirates en Méditerranée. L’échec de l’assaut porta un coup à la réorganisation militaire espagnole.
Du 1er au 9 août 1783, une escadre espagnole composée de 31 navires bombarda Alger sans parvenir à percer ses défenses. Antonio Barceló commanda cette flotte, ainsi qu’une autre en 1784. Une coalition européenne de 130 navires provenant de l’Empire espagnol, du royaume de Portugal, du royaume de Naples et de l’ordre de Malte mena un nouveau bombardement contre Alger le 12 juillet 1784. Ce fut un nouvel échec, et l’escadre espagnole fut repoussée par les défenses de la ville. Le dey Mohamed Ben Othmane demanda un million de pesos pour conclure une paix en 1785. Des négociations (1785–1787) s’ensuivirent en vue d’une paix durable entre Alger et Madrid.
Après plusieurs séismes d’Oran en 1790 de faible intensité, la reconquête de la ville ainsi que de Mers El-Kébir fut entamée,. Oran représentait un dilemme pour l’Espagne du XVIIIe siècle, partagée entre la volonté de conserver son presidio et celle de maintenir une paix fragile avec Alger. À la mort de Mohamed Ben Othmane, son khaznaji (vizir) et fils adoptif Sidi Hassan fut élu dey et reprit les négociations avec le ministère Floridablanca. Le traité de paix algéro-espagnol de 1791 mit fin à près de 300 ans de guerre. Mers El-Kébir et Oran furent réintégrées à l’Algérie, et l’Espagne s’engagea à restituer « librement et volontairement » les deux villes en échange d’un droit exclusif de commerce sur certains produits agricoles. Le 12 février 1792, les soldats espagnols quittèrent Oran et Mohamed el-Kebir entra dans la ville,.

### Conflits avec le Portugal
Les affrontements navals entre les flottes algérienne et portugaise ont duré plus de deux siècles. En 1784, les Portugais prennent part à la seconde campagne de bombardement d'Alger menée par Antoine Barcelo, aux côtés de l’Espagne, en mobilisant une escadre composée de quatre navires. Ces hostilités se poursuivent jusqu’à la signature d’un traité de paix en 1810 entre le Portugal et la régence d'Alger, traité assorti du versement d’une importante indemnité par Lisbonne. Les premières batailles navales remontent au XVIIe siècle, se déroulant principalement dans les environs du détroit de Gibraltar et dans la partie orientale de l’océan Atlantique. Elles gagnent en intensité durant le dernier tiers du XVIIIe siècle et les premières années du XIXe siècle, notamment après la conclusion d’un traité entre Alger et l’Espagne en 1786.
L'origine de ces affrontements réside dans le refus du Portugal de verser des tributs à la régence d’Alger. Lors d’une bataille particulièrement marquante, les marins algériens réussirent à s’emparer de 16 navires portugais, à capturer 118 prisonniers, ainsi qu’à mettre la main sur une grande quantité de marchandises,.
Le 14 juin 1813, le royaume du Portugal fut contraint de conclure un traité de paix avec la régence d’Alger. Aux termes de cet accord, Lisbonne s’engageait à verser un montant total de 1 027 000 francs, dont 690 000 francs destinés à couvrir les réparations de guerre et 337 000 francs pour assurer le rapatriement de 615 prisonniers portugais. Le traité fut signé entre le dey Hadj Ali et Jean VI roi du Portugal. En complément de cette somme, le Portugal devait également offrir 16 000 dollars de présents au dey d'Alger,,.

### Conflits avec les États-Unis

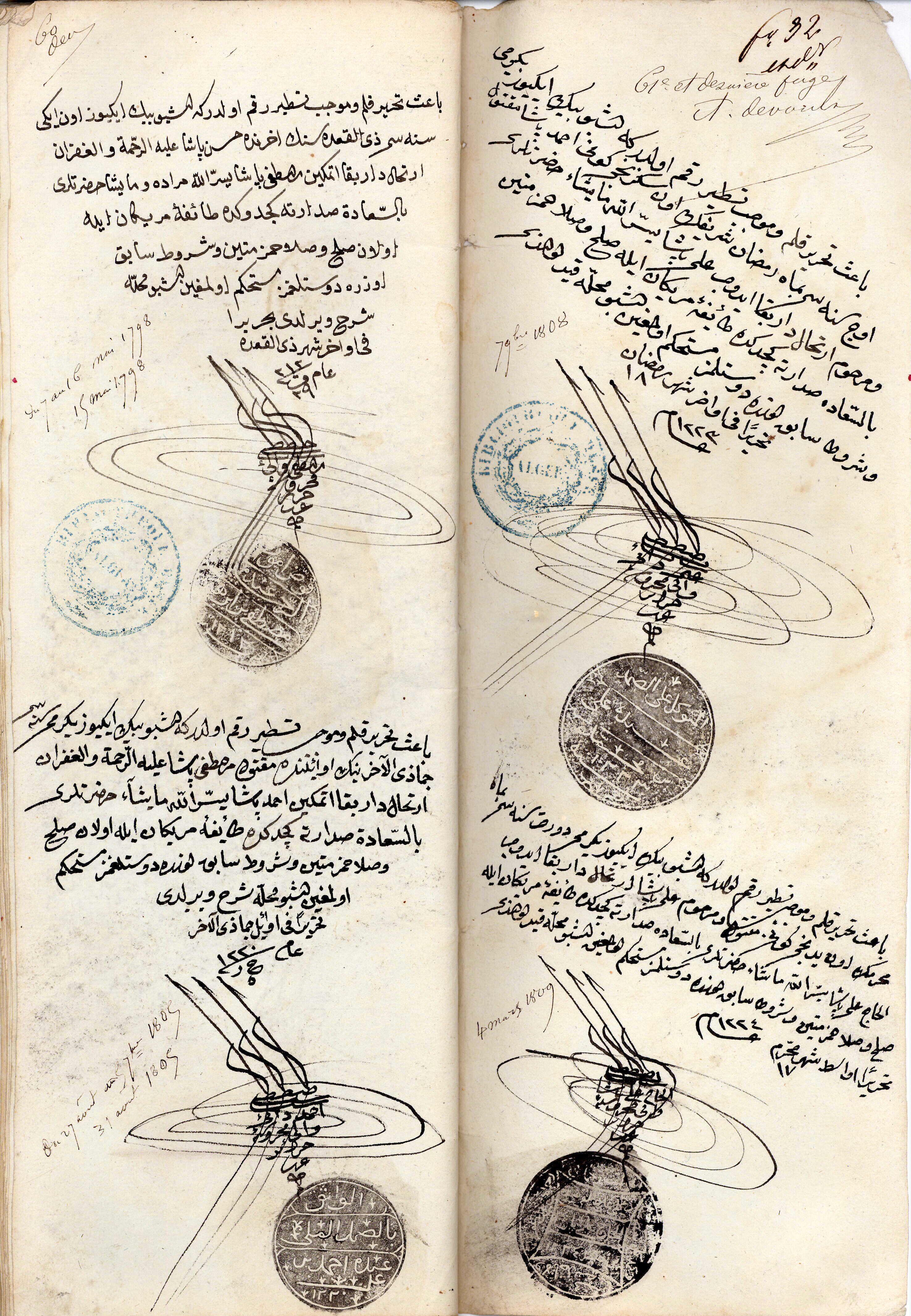
Traité de la paix et d'amitié entre les États-Unis d'Amérique et la régence d'Alger le 5 septembre 1795.

Après l’indépendance des États-Unis en 1776, leurs navires marchands ne bénéficient plus de la protection de la Royal Navy britannique. Cette situation les rend vulnérables, notamment en mer Méditerranée, où ils deviennent la cible des corsaires issus des régences du Maghreb — appelées à l’époque « États de Barbarie » (Algérie, Tunisie, Libye actuelles).
Pour remédier à ces attaques, le Sénat américain propose un « traité de paix et d’amitié » avec ces États. Un avenant à ce traité est signé à Alger le 5 septembre 1795, puis à nouveau le 3 janvier 1797. Un accord similaire est également conclu avec le bey de Tunis. Ce traité est ratifié à l’unanimité par le Sénat américain début juin 1797, puis signé par le président John Adams. Il est publié dans la Philadelphia Gazette le 17 juin 1797, qui fait alors office de journal officiel.
L’article 11 du traité attire particulièrement l’attention. Il affirme que le gouvernement des États-Unis n’est pas fondé sur la religion chrétienne, ne nourrit aucune hostilité envers la religion musulmane et n’a jamais été en guerre contre une nation musulmane. Il précise que la religion ne doit jamais être une cause de conflit entre les deux parties. Rédigé par John Barlows, consul général à Alger et influencé par les Lumières, cet article suscite des controverses : certains soutiennent qu’il ne figurait pas dans le texte original et que sa version arabe différait de l’anglaise. Malgré cela, il reste présent dans toutes les éditions officielles du traité.
Cependant, les tensions persistent. Le 3 mars 1815, le Congrès autorise l’envoi d’une flotte contre Alger. Deux escadres sont mobilisées. Les affrontements ont lieu à l’ouest de la Méditerranée. Lors de la bataille du cap Gata le 17 juin 1815, l’amiral américain Stephen Decatur capture le Mashouda, navire amiral algérien. Son capitaine, le corsaire Raïs Hamidou ben Ali, est tué au combat. Deux jours plus tard, à la bataille du cap Palos, les Américains s’emparent d’un brick algérien.
Ces victoires permettent aux États-Unis de négocier avec le dey d’Alger : ils obtiennent la libération de leurs prisonniers, la liberté de navigation en Méditerranée, et mettent fin au paiement de rançons aux corsaires.

## Déclin de la Régence (1800–1830)

### Crise du XIXe siècle

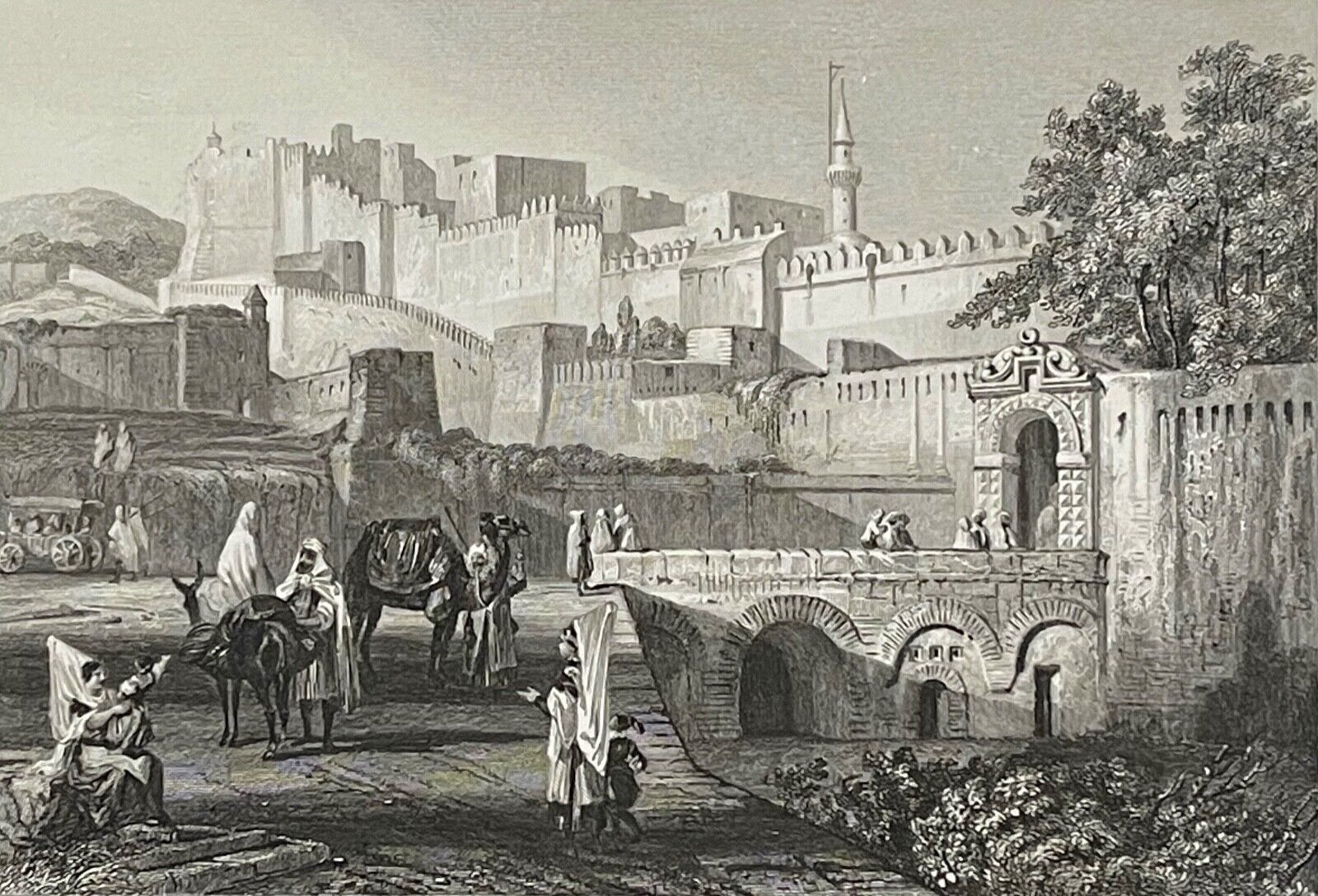
Murailles d'Alger et Bab Azzoun.

Au début du XIXe siècle, la Régence fut frappée par des troubles politiques et une crise économique. Des récoltes de blé désastreuses provoquèrent une famine entre 1803 et 1805. Des émeutiers tuèrent le marchand de grain juif Naphtali Busnach, qu’ils tenaient pour responsable des pénuries. Le dey Mustapha Pacha encouragea un pogrom anti-juif, mais il fut assassiné peu après. Cela marqua le début d’une période de vingt ans de coups d’État, au cours de laquelle sept deys périrent.
En 1792, le gouverneur populaire du Beylik de Constantine, Salah Bey, fut tué sur ordre du dey. Autrefois le beylik le plus prospère de la Régence, Constantine entra alors dans une période d’anarchie et de désordre, avec dix-sept beys successifs entre 1792 et 1826. Au début du XIXe siècle, des intrigues à la cour marocaine des Alaouites à Fès inspirèrent les zawiyas à attiser des troubles et des révoltes. Muhammad ibn Al-Ahrash, un marabout marocain et chef de l’ordre religieux Derkaouiyya–Chadhiliyya, mena la révolte dans la région de Constantine. Les Derkaouis de l’ouest algérien se joignirent à la révolte et assiégèrent Tlemcen, tandis que les Tijanis s’y rallièrent dans le sud. La révolte fut écrasée par le bey Osman, qui fut ensuite tué par le dey Hadj Ali. Le Maroc prit possession de Figuig en 1805, puis de Touat et Oujda en 1808,,. La Tunisie s’émancipa de la tutelle algérienne à la suite des guerres de 1807 et de 1813.
La guerre constante accabla la population de lourds impôts et amendes, ce qui provoqua des actes de désobéissance que les deys réprimaient systématiquement par la force. L’instabilité qui en résulta réduisit les recettes de l’État, rendant difficile le paiement adéquat des janissaires. Cela alimenta leur mécontentement, menant à des mutineries et à des défaites militaires. Leur opposition aux réformes menaçant leurs privilèges aggrava encore la crise, paralysant de fait le gouvernement de la Régence. La famine, les épidémies et la sécheresse causèrent la mort de milliers de personnes et entraînèrent un déclin du commerce.

### Guerres barbaresques

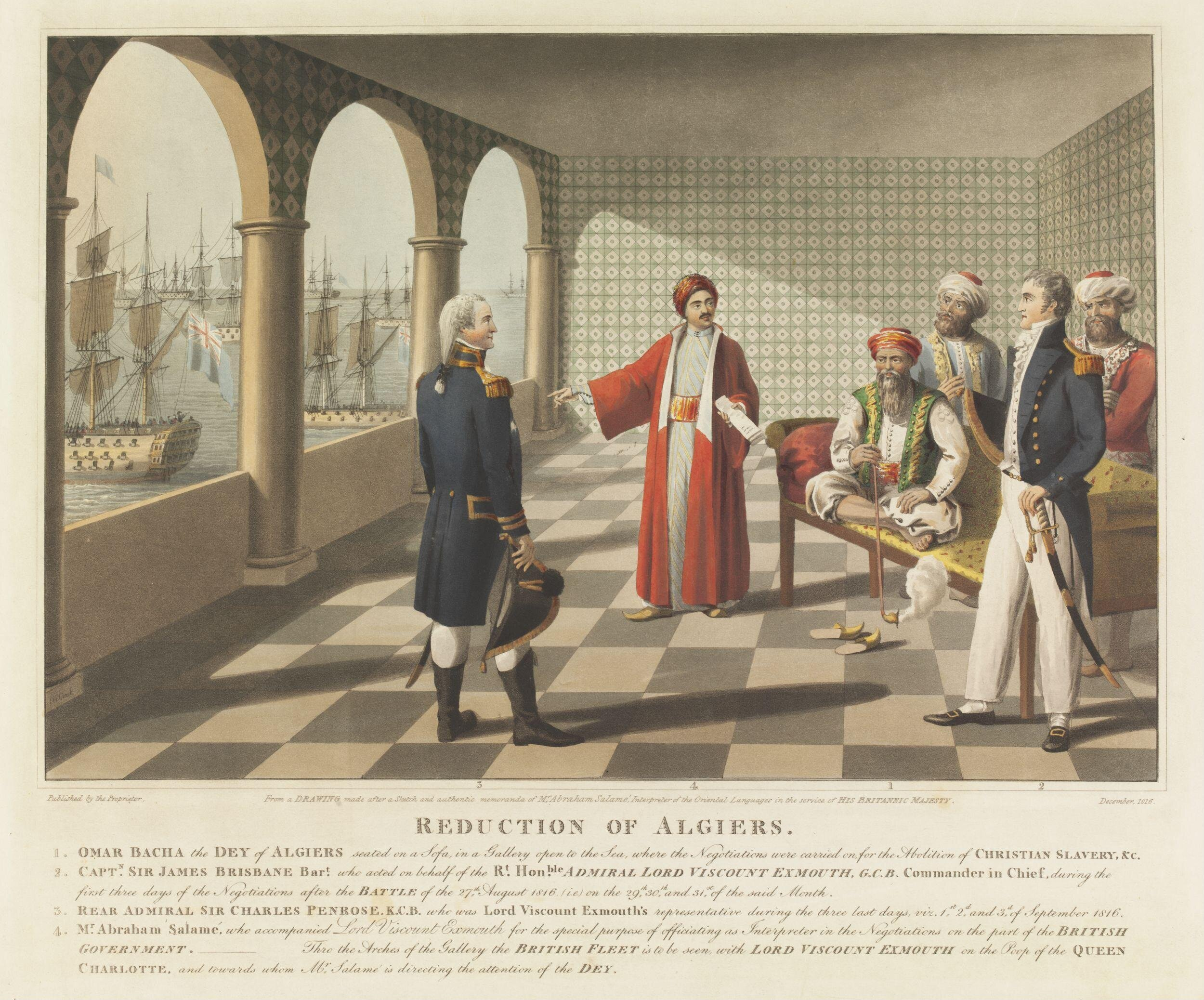
Dey Omar Agha recevant le représentant de Lord Exmouth après le bombardement d'Alger en 1816. Victoria and Albert Museum.

Les problèmes fiscaux internes du début du XIXe siècle poussèrent Alger à reprendre une politique de piraterie à grande échelle contre les navires américains et européens, profitant des guerres napoléoniennes. En tant qu'État barbaresque le plus influent,, et cherchant à tirer profit des divisions entre nations européennes, Alger déclara la guerre aux États-Unis en 1785, sous prétexte de faire valoir son droit de saisie et fouille en l'absence de traité. Elle captura 11 navires américains et réduisit en esclavage 100 marins. En 1797, Raïs Hamidou captura 16 navires portugais et fit 118 prisonniers. Les États-Unis acceptèrent d’acheter la paix avec Alger en 1795 pour 10 millions de dollars, incluant rançons et tribut annuel sur 12 ans. Un autre traité signé avec le royaume de Portugal en 1813 rapporta 690 337 $ en rançons et 500 000 $ en tributs. Alger fut vaincue lors de la Seconde guerre barbaresque, l’amiral américain Stephen Decatur captura le navire amiral algérien au cours d’une bataille du cap Gata et tua Raïs Hamidou le 17 juin 1815. Decatur se rendit ensuite à Alger et exigea du dey des réparations de guerre ainsi que l’arrêt immédiat du versement de tributs, le 29 juin 1815.
Un nouvel ordre européen issu des guerres révolutionnaires françaises et du congrès de Vienne s’était établi, ne tolérant plus la piraterie algérienne. En août 1816, le bombardement d'Alger par la flotte de Edward Pellew se solda par une victoire britannique et néerlandaise, l’affaiblissement de la marine algérienne, et la libération de 1 200 esclaves.
Après cette défaite, certains pays européens acceptèrent de nouveau de payer des tributs. Le dey Omar Agha parvint à restaurer les défenses d’Alger, mais il fut tué par les janissaires de l’Odjak, qui le tenaient pour responsable de la défaite face aux Britanniques. Son successeur, Ali Khodja, réprima les éléments insubordonnés de l’Odjak avec l’aide de soldats koulouglis et zwawas. Le dernier dey d’Alger, Hussein Pacha, tenta de neutraliser les conséquences des précédentes défaites algériennes en relançant la piraterie. Il résista à une attaque britannique contre Alger en 1824 menée par le vice-amiral Harry Burrard-Neale, ce qui renforça à tort, à Alger et à Constantinople, la croyance que la Régence pouvait encore repousser une Europe désunie.

### Conquête française

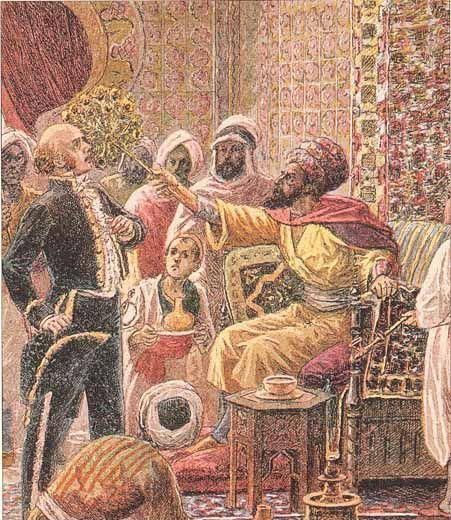
Scène représentant le Coup d'Eventail entre le consul de France Pierre Deval et Dey Hussein en 1827, prélude à l'Expédition d'Alger de 1830.

Durant la campagne d’Égypte de Napoléon (1798–1801), Alger fournit à l’armée française de grandes quantités de blé, achetées en grande partie par la France à crédit. En 1827, le dey Hussein réclama au royaume de France restauré le paiement de cette dette vieille de 31 ans. Lors d’une réception, lorsque Hussein Dey interrogea le consul français Pierre Deval au sujet de la dette, la réponse arrogante de ce dernier poussa le dey à lui donner un coup au visage avec un chasse-mouches. Le roi Charles X utilisa cet incident comme prétexte pour rompre les relations avec Alger et lancer une invasion de l’Algérie à grande échelle. L’armée française débarqua près d’Alger le 14 juin 1830. Alger capitula le 5 juillet, et le dey Hussein partit en exil à Naples.